# 東武8000系電車
東武8000系電車（とうぶ8000けいでんしゃ）は、東武鉄道の通勤形電車。
本項では8000系から改造された3両編成の800型電車・850型電車についても記述する。また、個々の編成を表す場合は浅草・池袋・柏方先頭車の車両番号の末尾に「F」（「編成」を意味する英語Formationの頭文字）を付して表記する。

## 概要
沿線人口の急増による乗客増への対応と旧形車両の置き換えを目的として開発され、1963年（昭和38年）から1983年（昭和58年）まで、約20年もの長期にわたって712両が製造された。ただし、製造年次により細部には様々な差異が生じている。この同一系列での712という数は、日本国有鉄道とJRを除いた私鉄電車では最多両数で、本系列はこの記録を1970年代以来保持している。
製造メーカーは、アルナ工機（当初はナニワ工機。現：アルナ車両）を中心に日本車輌製造東京支店・汽車製造東京製作所・富士重工業（現：SUBARU）・東急車輛製造（現：総合車両製作所）の計5社。ただし、汽車製造は1963年（昭和38年）製の初期車2編成（8104Fおよび8105F）のみ製造に携わり、また日本車輌は1971年（昭和46年）の豊川移転統合に伴う東京支店工場閉鎖のために製造から外れ、代わって東急車輛が1973年（昭和48年）の8163Fの新製より加わっている。
2・3・4・6・8両の編成が存在する。当初は4両固定編成が登場し、2両の電動車を一括制御する1C8M方式がとられたが、ついで2両固定編成登場時には1両の電動車のみ制御する1C4M方式がとられ、以後、6・8両固定編成が登場するにあたっても、MT比を1:1として両者が混在している。3両固定編成は後年になって改造で誕生したものであり、MT比は2:1となっている。組み合わせによってローカル線区の2両から本線・東上線の優等列車10両まで、柔軟な運用が可能である。

### 国鉄103系電車との類似点
本系列は、その両数の多さと長期にわたる製造期間から、ほぼ同時期の20年間に約3,000両以上が製造された国鉄103系電車と共通点が多く「私鉄の103系」とも呼ばれている。
共通点として両開き4ドアの20 m車体、旧形車両の置き換え用として小形軽量で高回転形の主電動機と中空軸平行カルダン駆動を採用し、経済性を重視した新世代通勤形車であったことなどが挙げられるが、上記の通り端子電圧の異なる2種の主電動機を採用し、1C4M方式と1C8M方式を混在させることで短編成から長大編成までMT比1:1を維持する点、発電ブレーキを装備しない点、空気ばね台車を用いた点などに大きな相違がある。また、座席に関しても後述のように座り心地の良いものになっている点など、空気ばねの採用とあわせ、103系に比べると長距離客の利用にも配慮したものとなっている点が異なる。
また、膨大な車両数から車両番号の枠が本来の4桁では収まり切らなくなり、通称「インフレナンバー」と呼ばれる5桁の車両番号を持つ車両が登場した。詳細は「#インフレナンバー」を参照。

## 車両概説

### 車体
全長20 m・両開き4扉の普通鋼製で、軽量化と車体強度を両立させるため、開発当時の首都圏の電車としては比較的珍しく、戸袋窓が設けられていない。
前面はそれ以前の東武の通勤形電車と同じく貫通式である。窓下の2灯式前照灯や額部の行先表示器は、8000系に先んじて1961年（昭和36年）より新製された2000系の影響が強い。また、種別幕は当初3列の分割幕になっており、列車番号も表示可能となっていたが、後に種別表示専用の1枚幕方式に改造された。当時大手私鉄の幹線車両のほとんどに装備されていた通過標識灯は、尾灯のように車体に埋め込まれているのではなく、屋根上に飛び出して設置されるという非常に珍しい形態だった。しかし、その後伊勢崎・日光線の快速（種別名は当時のもの）以上を除いて通過標識灯点灯が廃止されたため、撤去して埋め込まれた。この場所から雨水が入って腐食することも廃止の理由の一つであったという。
側窓上部の形状や、車体裾部の構造、側扉の窓ガラス支持方法など、製造年次によって細部に違いがある。またインチネジ使用とミリネジ使用の違い、台枠と外板の溶接方法の違い、床構造の違いなどの差異も多い。

### 内装
オールロングシートで、扉間は7人掛け、車端部は4人掛けとなる。客用ドアは製造当初からステンレス製で、車内側の仕上げは、1974年（昭和49年）までに新製された車両はベージュ色に塗装されていたが、1976年（昭和51年）以降に新製された車両は内側の塗装が省略され、ステンレス無塗装仕上げとなった。寒冷地における運用を考慮して、長時間停車時等に中間2箇所の扉を締め切ることができる「中間扉締め切り機構」が当初から装備されており、中間の4箇所の扉の上にはオレンジ色の表示灯があり、ランプ横に「このランプがついているときは停車してもこのドアはひらきません」との説明板（コーションプレート）が取り付けてある。なお、後述の修繕工事を施工された車両では、この表示灯がLED表示灯に改められた。
一方、冷房装置搭載改造以前は東芝製扇風機を装備していたが、夏季以外は取り外していた。改造後は冷房装置のみとなり、装置の関係で天井がいくぶん低くなった。
また、電動車の車内に主電動機の点検蓋がないため、すっきりした見付けになっていると同時に、走行時の静粛性向上にも寄与している。

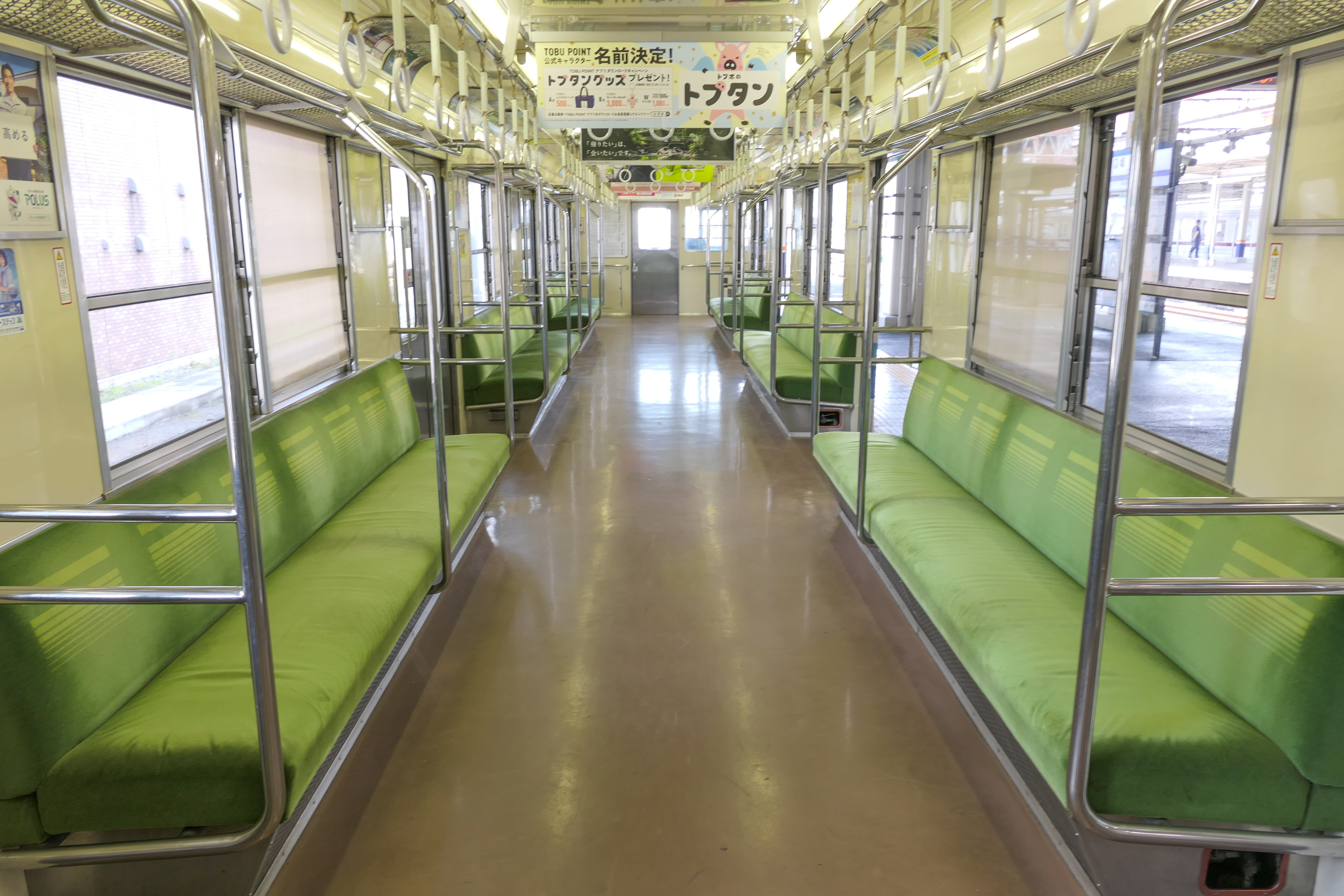
修繕車の車内（2021年7月）
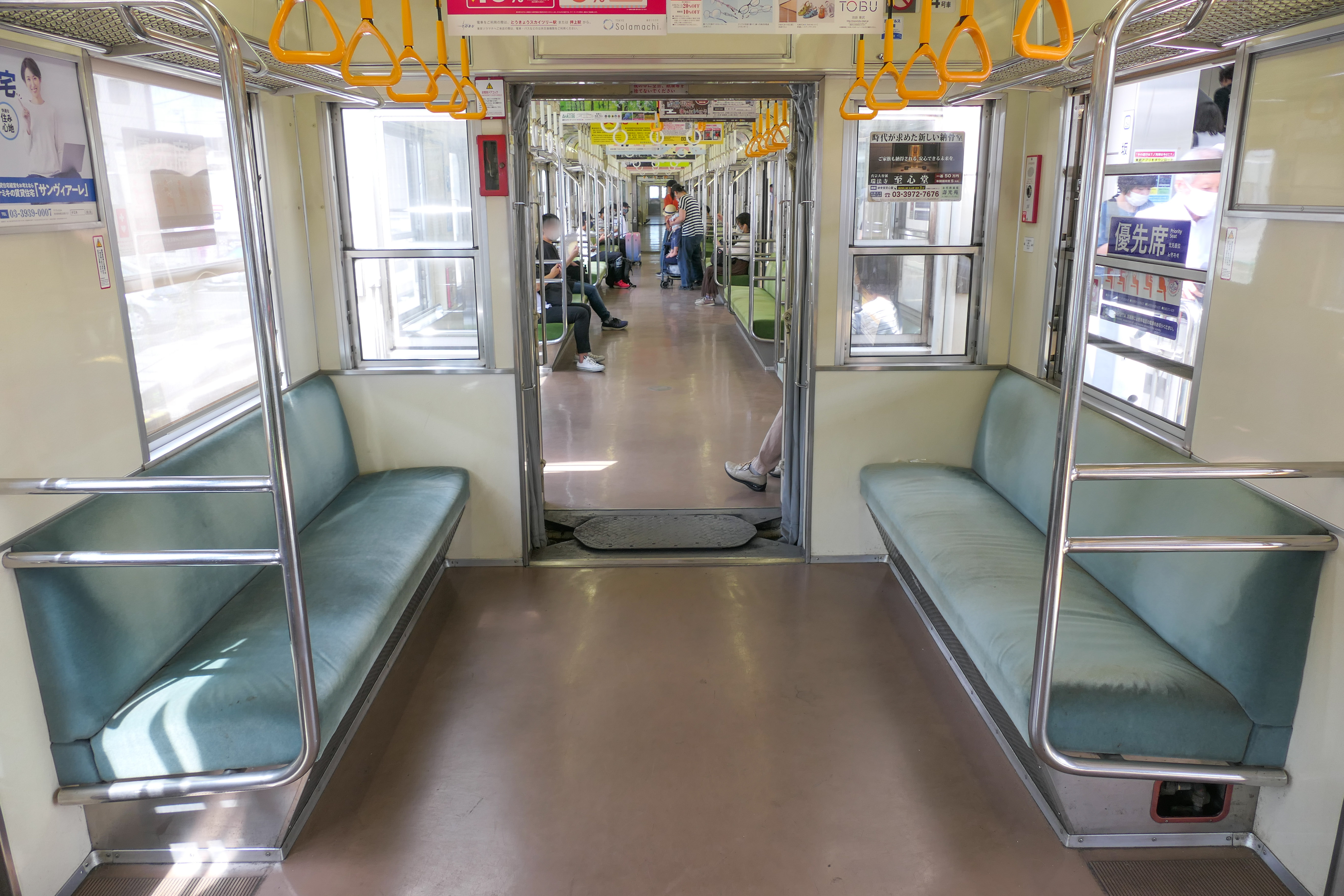
優先席（2021年7月）

#### 運転台

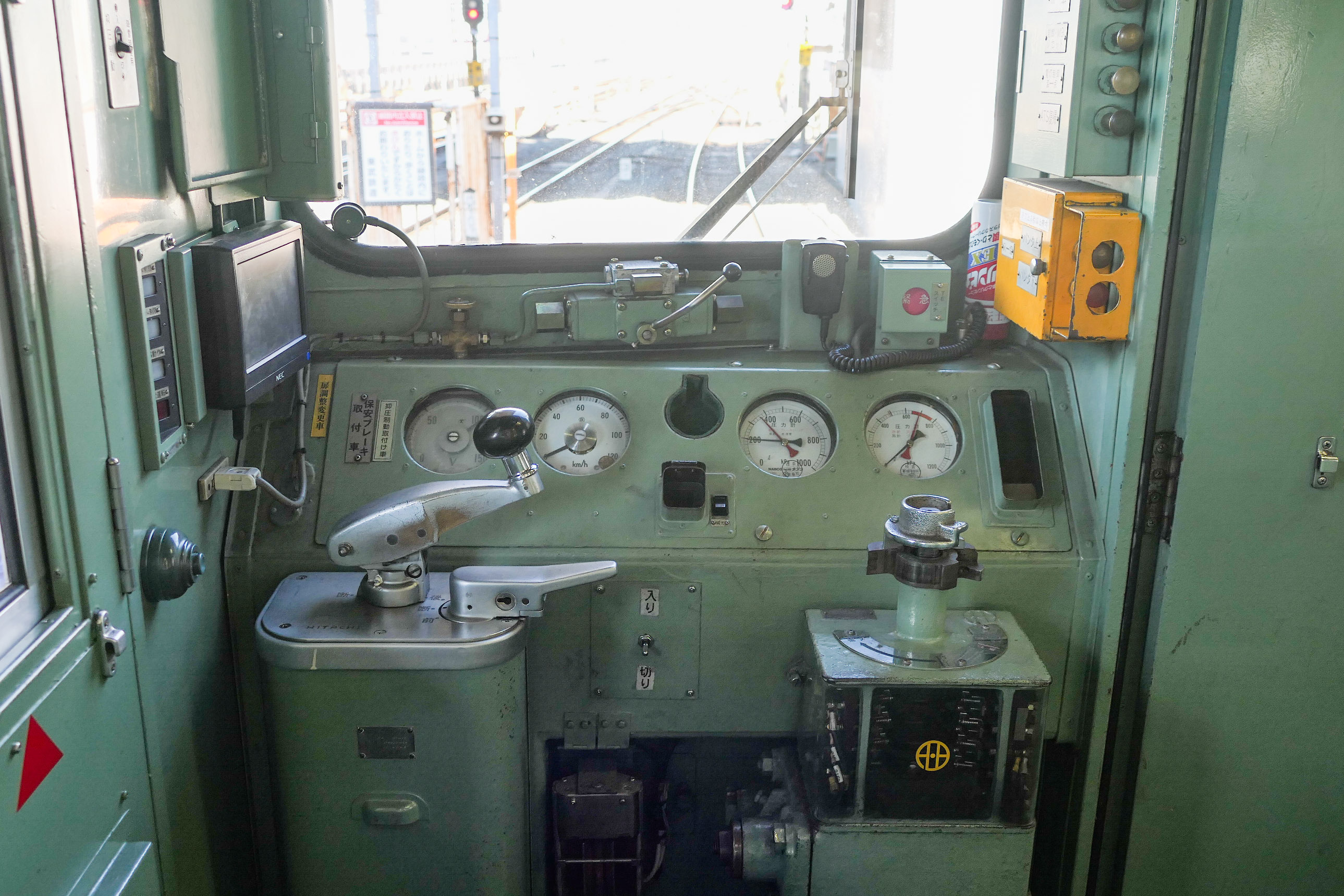
初期修繕車（8111F）の運転台

自動車との衝突事故に備えて高運転台構造とし、屋根も深くなっている。マスコンハンドルは跳ね上げ式のデッドマン装置付きだが、ノッチ数は並列全界磁段を省略したため2000系と同様に3ノッチで、事情は異なるが同時期登場の西武701系と同様。また、前後進・切の切替レバーは、東上線仕様では早くから固定式であり、制御器の鍵でロックを解除するものになっていたが、本線では1990年代まで取り外し式のレバーであった。
種別幕操作用クランクハンドルは東上線用車のみ改造され、本線所属車では車体修繕で自動幕になるまで取り付けられなかった編成が多い。通過標識灯の運転室の押しスイッチには「上部灯」と標記されていた。通過標識灯撤去後は、その位置に「乗務員室灯」のスイッチが設置された。なお、運転台のスイッチ類は有接点の押しスイッチがほとんどだったが、前面更新時にパンタグラフ関係のスイッチを除いてほとんどがブレーカー方式の手元スイッチに整理された。
乗務員間の連絡マイクは、当初マスコンとブレーキ弁の間の低い位置に固定して設置されていたが、前面改造時に仕業表差し左の一定の高さのある位置に移設され、マイクそのものも任意の角度に調整できるものとなった。
戸閉知らせ灯や過電流表示灯などの運転台表示灯類は当初白熱電球を使用していたが、後述の中修繕時を中心にLED化された。
冷房装置搭載改造以前の車両は、運転室前後長さが短く（狭く）、運転室の仕切り扉の構造も違っていた。また、車掌側キセには手ブレーキの円形ハンドルが埋め込まれており、ワイヤーで作動する構造であった。
発電制動がないため主回路電流計は省略され、パネル上にある電気関係の計器は制御電圧計のみである。なお計器の配置は左から「制御電圧計」「120 km/hまでの速度計」「直通管・ブレーキシリンダの2針式圧力計」「元空気溜管・制動管の2針式圧力計」となっているが、前面改造車では制御電圧計だけが運転台左上に移設された。

### 走行機器
滑らかな加速が得られる超多段式のバーニア抵抗制御と、設計当時としては強力な130 kW主電動機を組み合わせ、コストダウンと走行性能を両立させた。ブレーキは車輪を締め付ける空気制動のみの簡素な設計だが、新開発のレジンシューの採用で必要な制動力を確保している。発電ブレーキの省略措置は、高減速度を必ずしも必要としなかった当時の東武鉄道の路線条件を考慮しての合理的発想である。抵抗器容量を減らし、制御装置も簡素化することで、軽量化による加速力向上や電力消費抑制、主電動機負荷抑制、コストダウンを目指した。
また、4両編成と2両編成で主電動機や制御装置の仕様を変えるという手の込んだ策を採り、編成長にかかわらず、常に編成内の電動車と付随車の比率（MT比）が経済的な1:1構成になるように設計されている。6両固定編成は、4両編成1組と2両編成1組をセットにしたのと同じ機器配置となっている。

#### 制御装置
日立製作所製のVMC超多段型制御器（バーニア制御器）。電動カム軸式である。
力行のみ55段（弱め界磁起動1段、直列24段、並列21段、弱界磁9段）。発電ブレーキを省略して極力簡素な構成とし、一方では超多段制御で加速をスムーズにし、乗り心地を向上した。
- モハ8200・8300：VMC-HT-20 1C8M（制御器1基で電動車2両分8個のモーターを制御）
- モハ8500・8800：VMC-HT-10 1C4M（制御器1基で電動車1両分4個のモーターを制御）

#### 主電動機
中空軸平行カルダン駆動方式・補償巻線付の130 kW主電動機で、1963年（昭和38年）時点では日本の狭軌鉄道向けカルダン駆動用主電動機として最強クラスの出力を有した。制御回路の都合上、ユニット車用と1M車用で端子電圧などの仕様を変えているが、130 kWの定格出力や、1,750 rpm（82 %界磁時）の定格回転数などの特性は極力揃えられている。
なお、同一の主電動機が同一歯数比で6000系（後の6050系）や1800系に搭載され、それらは最弱界磁率20 %で使用されたが、本系列では30 %にとどめてある。それでも、高速性能は国鉄近郊形電車（当時の営業最高速度は95 km/h）に匹敵する。
メーカーは日立製作所（記号はHS）と東洋電機製造（記号はTDK）の2社で、共通設計とした。「TM」とは東武独自のモーター符号である。
- モハ8200・8300（8個制御対応）：TM-63（端子電圧375 V） 日立HS-836-Srb・東洋TDK-845-A系
- モハ8500・8800（4個制御対応）：TM-64（端子電圧750 V） 日立HS-836-Trb・東洋TDK-845-B系

#### 台車
住友金属工業のミンデン台車を一貫して用いているが、前期（1974年製以前）と後期（1976年製以降）で差異がある。

##### 前期形
揺れ枕吊り式ミンデンドイツ台車であるFS356・056で、メーカー形式とは別に「TRS-62」という東武での社内呼称が与えられている。枕ばねは3段ベローズ式空気ばね、台車枠は鋳鋼製、軸距2,300 mmである。
ミンデンドイツ式台車はドイツ国鉄（現・ドイツ鉄道）のミンデン研究所で1930年代に考案されたもので、車軸の位置決めを軸受け前後に固定された板ばねで行い、車軸の緩衝自体は別のコイルばねで行うという手法である。
レール方向に剛性の高い板ばねを軸箱の支持・案内に用いるため、直進安定性が高く高速走行時の特性が良好で、後に新幹線の台車にもIS式台車として一部改良の上で採用された実績がある。だが、この方式には長い板ばねのために台車枠の全長が延びて大型化してしまうことや、組み立てや部品加工、特に板ばねの固定に高い工作精度が要求されるという難点が存在する。このため、保守に際しても専用治具の設置が求められることなどから私鉄での導入は阪急・京阪・南海・営団・東武・小田急・京成と大手7社に限られた。
ミンデンドイツ式は軸箱と台車枠との間に摺動部分がないため一般的なペデスタル式台車で必要となる頻繁な部品交換や摺動面の遊間調整といった作業が不要で、メンテナンスコストが減少する。こうした長期的なランニングコストの低減を考慮すれば、イニシャルコストが高価な軸箱支持機構を採用しても十分採算がとれ、また乗り心地が改善されることから、収益の増進と乗客サービスの改善に資するという発想であった。
また、空気ばねの採用も本系列の新製が開始された1963年当時は高価であり、通勤電車用としては贅沢であった。これは乗り心地の改善よりも、車体の軽量化によってより大きくなってしまった満車時と空車時との積空差の吸収が金属ばねでは困難で、乗降時に問題となる危険性があるという問題の解決策という性格が強く、この点においては自動車高調整機能を備える空気ばねには大きなメリットが存在していた。

##### 後期形
台車枠が鋼板プレス材溶接組み立て構造に変更され、さらに軸箱支持機構がミンデンドイツ式を基本としつつ住友金属工業が独自に改良したS形ミンデン式に変更されたFS396・096（東武での社内呼称はTRS-75）となった。
このS形ミンデン式はオリジナルのミンデンドイツ式の短所である「台車枠の全長が長くなり床下スペースを大きくとる」点を解消した構造で、枕ばねの両脇から突き出した上下2枚の板ばねで軸箱の位置決めをするカンチレバー（片持ち）式の軸ばね支持機構を備える。コイルばねを2本並列配置で軸ばねとして用いるミンデンドイツ式とは異なり、軸ばねはシングルとなり、非常に簡潔な構成となった。阪急3300系で採用されたFS369・069を皮切りに、主に私鉄の通勤電車用として1970年代以降盛んに用いられた形式である。
また、枕ばねも揺れ枕吊り構造をやめ、背の高いベローズ式空気ばねに代えて横方向の剛性（復元力）が高いダイアフラム形空気ばねで荷重を直接負担する「ダイレクトマウント構造」を採用しており、台車枠の側枠中央部を引き下げ、その上に枕ばり（ボルスタ）を配置して、枕ばりの直上に大径かつ薄型の空気ばねを置くように変更された。
軸距は後述する揺れ枕部の改良もあって2,200 mmに100 mm短縮され、軸箱支持機構の変更に伴う側枠寸法の大幅縮小や各部の簡素化も相まって、大幅な省スペースと軽量化を実現した。

#### 制動装置
当時日本の各私鉄において一般に使用されていたHSC電磁直通ブレーキが採用された。ただし在来車との混用は考慮せず、自動空気ブレーキ部の三動弁を非常弁で置き換えた、実質的にSMEEブレーキと同等の仕様のものが採用されている。
前述のように発電ブレーキは装備せず、車輪を空気圧作動の制輪子（ブレーキシュー）で締め付ける「踏面ブレーキ」のみとして、機器類を簡素化しているが、制御装置とともに応荷重装置と連動していて、乗客の多寡に応じてブレーキシリンダー圧力が自動的に調整される機構を持っている。
踏面ブレーキ単独で見た場合、発電ブレーキ併用車に比して制動能力が劣ることになるが、ブレーキシューを従来の鋳鉄製から制動能力に優れたレジン（樹脂）製に変更することでブレーキ力不足を補った。このため、とくに停止時には独特の匂いが発生する。
しかし、レジンシュー使用の踏面ブレーキのみに頼った制動は滑走が多発して車輪の偏摩耗によるタイヤフラットを起こしやすく、これによってしばしば乗り心地が悪くなることは本系列の恒常的弱点の一つである。

### 冷房装置
当初は非冷房仕様で新製された本系列であるが、1972年（昭和47年）に新製された8156F（富士重工製）、8157F、8158F（アルナ工機製）から集約分散式の冷房装置が新製時より標準装備となり、それまでに製造された非冷房車も順次冷房化改造工事が実施された。他社の20 m級通勤車がようやく8,000 - 8,500 kcal/hの分散式クーラー4 - 5基（もしくは集中式1基）を搭載し始めた時代に、東武は阪急電鉄や小田急電鉄とほぼ同時期により強力な10,500 kcal/h（12.2 kW/h）の集約分散式を採用し、各車4基搭載としている。これに伴い、屋根上室外機のスペースを捻出するためにパンタグラフは従来より小型のPT-4801-A形下枠交差式パンタグラフに変更された。室内は当時の冷房車では珍しく最初から平天井構造となっている。
改造工事は当初、西新井工場内の津覇車輌工業で実施する計画であったが、当時の同社は旧型車の3000系への更新工事で手一杯であったため、一部の工事は尼崎のアルナ工機で行われた。同系列の更新が一段落すると津覇車輌で冷房改造が行われるようになり、1984年（昭和59年）までに全車の冷房化を完了している。
なお、冷房化で取り外されたPT-42J菱形パンタグラフや押し込み式ベンチレーターの一部は、7800系更新車である5000系の車体新製に際して流用された。

### 路線による仕様の違い
本系列は、本線系統所属車と東上線系統所属車で仕様に細かな違いが見られる。
本線系統所属車には、運転台左上に「次駅停車」と表記された小さな表示器が設置されている。これは停車駅通過防止装置で、複々線区間で急行線走行中に駅が近付くと光と音で注意喚起する。
東上線系統所属車は、未修繕車でも前面貫通扉の行先標（サボ）受けが撤去されている。かつては同線で種別を行先標で表示していたが、種別が表示幕で表示されるようになってから撤去され、本線系統所属車とやや異なるスタイルになった。ただし、1996年（平成8年）頃に10000系・10030系などの増備途上から本線系と東上線系での相互転属が頻繁に行われ、一部編成では行先標受けが残ったまま東上線に転じた編成や、逆に行先受けがないまま本線に転じた編成も存在した。
また、東上線用は客室貫通路上に広告枠が取り付けられている。この広告枠は10000系・10030系でも同様だが、1990年代後半頃から広告代理店が東武本線系統と同一になったため使用されていない。

## 編成およびその概要
※以下の節では、編成の組成両数について、2両編成は「2R車」、4両編成は「4R車」、6両編成は「6R車」、8両編成は「8R車」、3両編成は「3R車」と表記する。

## 8000系

### 4R車
1963年（昭和38年）の新製開始当初からの基本的な編成で、1970年（昭和45年）製の8155Fまですべて4Rで新造された。電動空気圧縮機（エアコンプレッサー）は当時標準形であったC-2000Mを装着するが、後期形からはHB-2000CAとなった。このうち、8101F - 8114Fの14編成は1971年（昭和46年）から1972年（昭和47年）にかけてサハ8700形-モハ8800形を組み込んで6R車グループに移った。
このほかに、更新修繕工事の際に中間車化改造された2R車を組み込んで6R車グループに移った編成が10編成あり、クハ8400形の運転台を撤去（乗務員室は存置）して事実上6R車化された編成（後述の#野田線の8000系を参照）も存在する。一方では8R車が分割改造されて新たに4R車グループに編入されるケースもあるなど、検査周期、更新時期、需給関係によって組み替えられた。
- 編成（浅草・池袋・柏側から）：クハ8100 - モハ8200 - モハ8300 - クハ8400
- ワンマン運転対応編成（太字は8R車からの改造編成）
  - 南栗橋車両管区新栃木出張所配置 - 8189F・8190F・81105F・81106F・81108F・81115F・81116F・81118F（8本）
  - 森林公園検修区配置 - 81107F・81109F・81111F・81112F・81119F・81120F（6本）
  - 森林公園検修区追加分 - 8183F・8184F・8197F・8198F・8199F・81100F（6本）

2010年（平成22年）より東上線（小川町 - 寄居間）・越生線用のワンマン車は、2015年度（平成27年度）を目標に東上線（池袋 - 小川町間）が従来の東武式ATSからT-DATCへ保安装置を変更するにあたって、これに対応する追加工事が行われている。

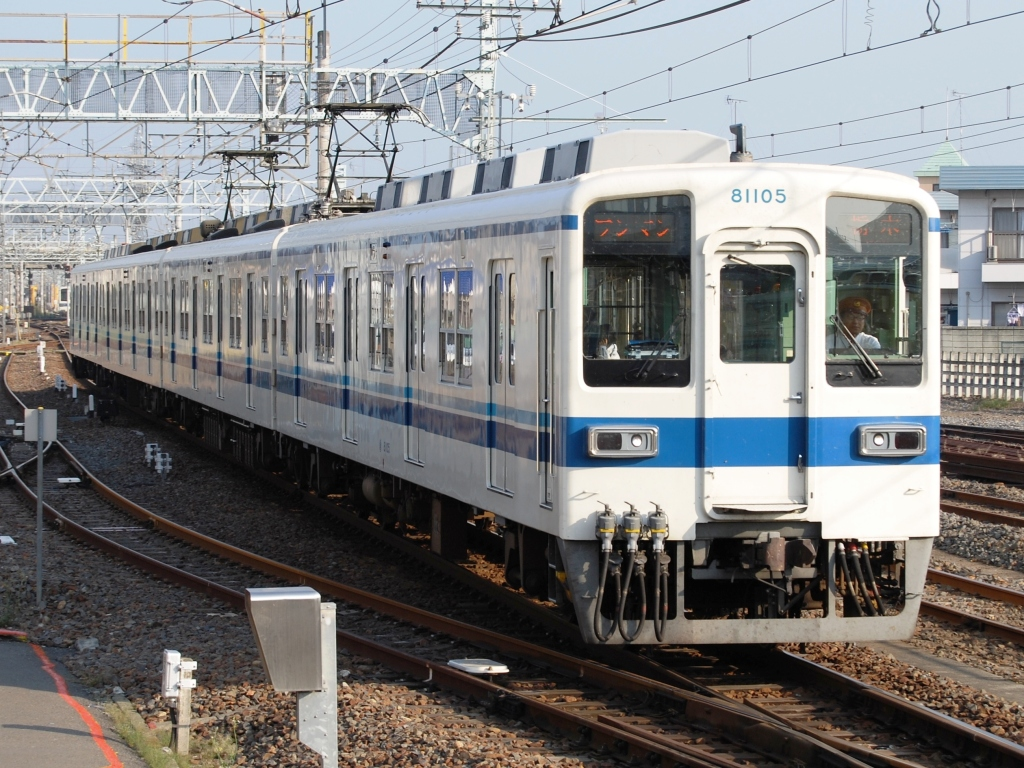
宇都宮線で運用に就く4R車の81105F （2008年10月4日 新栃木駅）

### 2R車
8000系は当初、上記の4R車のみが製造されていたが、通勤需要の増大で6両編成が必要になった際、4R車に中間車を挿入する方法ではなく、1M1Tの増結用として、また支線用として、1964年（昭和39年）より2R車が新製された。形式は上記4R車の8100 - 8400に続き、8500・8600が付けられた。
エアコンプレッサーは7800系と同様の旧型機であるD3-FRをクハ8600形に搭載するが、修繕工事などで新型のHS-20Cへ換装したものもある。1974年（昭和49年）製の8564F以降はHB-2000CAを搭載している。
8501F - 8580Fの80本が製造されたが、修繕工事の際に中間車化改造された上で4R車に組み込まれた編成が10本、またモハ8500形の運転台を撤去（乗務員室は存置）して4R車と共に事実上6両固定編成を組む編成（後述の#野田線の8000系を参照）も存在している。
東上線系統所属車のうち8505F・8506F・8510Fには、検査時や本線系統との車両転配時に該当車を牽引して秩父鉄道線を走行可能なように秩父鉄道のATSを搭載している。これらの編成は主幹制御器（マスコン）を10000系と類似の形状のものに交換した。その後、3本とも廃車されている。
ワンマン運転を実施している大師線（2003年3月19日 - ）・小泉線（東小泉 - 太田間・2003年3月19日 - 、館林 - 西小泉間・2006年9月28日 - ）・亀戸線（2004年10月19日 - ）・佐野線・桐生線（2006年3月18日 - ）では、対応機器が備えられている。
- 編成（浅草・柏・池袋側から）：モハ8500 - クハ8600
- ワンマン運転対応編成
  - 南栗橋車両管区春日部支所配置 - 8565F・8568Ｆ・8570F・8575F・8577F（5本）
  - 南栗橋車両管区館林出張所配置 - 8561F・8562F・8563F・8564F・8572F・8574F・8576F・8579F（8本）
- 6R車に編入された編成（10本）
  - 南栗橋車両管区七光台支所 - 8515F・8518F・8529F・8540F・8545F・8546F・8548F・8550F・8551F・8554F
    - いずれも組込み先は下2桁同一番号の4R車である。なお、現在は全て廃車されている。

本線での2R車は、他の編成と連結されて運用される場合がほとんどだったが、それらの編成の組合わせは頻繁に変わっていた。2R+2R+2Rの6両編成（通称：ブツ6）や編成組み替えの結果未修繕車・初期修繕車・後期修繕車がさまざまに組み合わされた編成を見ることができた。また、朝ラッシュ時には2R×5本で組成された10両編成（ブツ10）で運行されることもあった。東上線では2R車×2本で4両編成を組成した例も見られたが、引退直前の2014年（平成26年）時点ではすべて8R車のみと組み合わされて使用された。
なお、2R車を8500系として4R・6R・8R車と区別する場合もある。

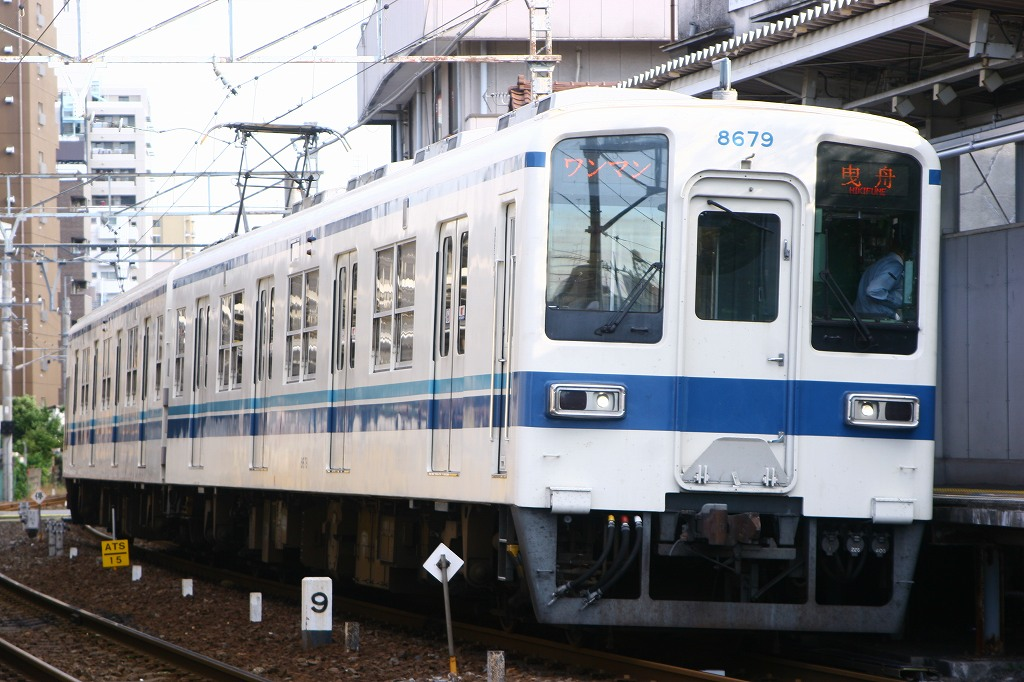
亀戸線でワンマン運転を行っている2R車の8579F
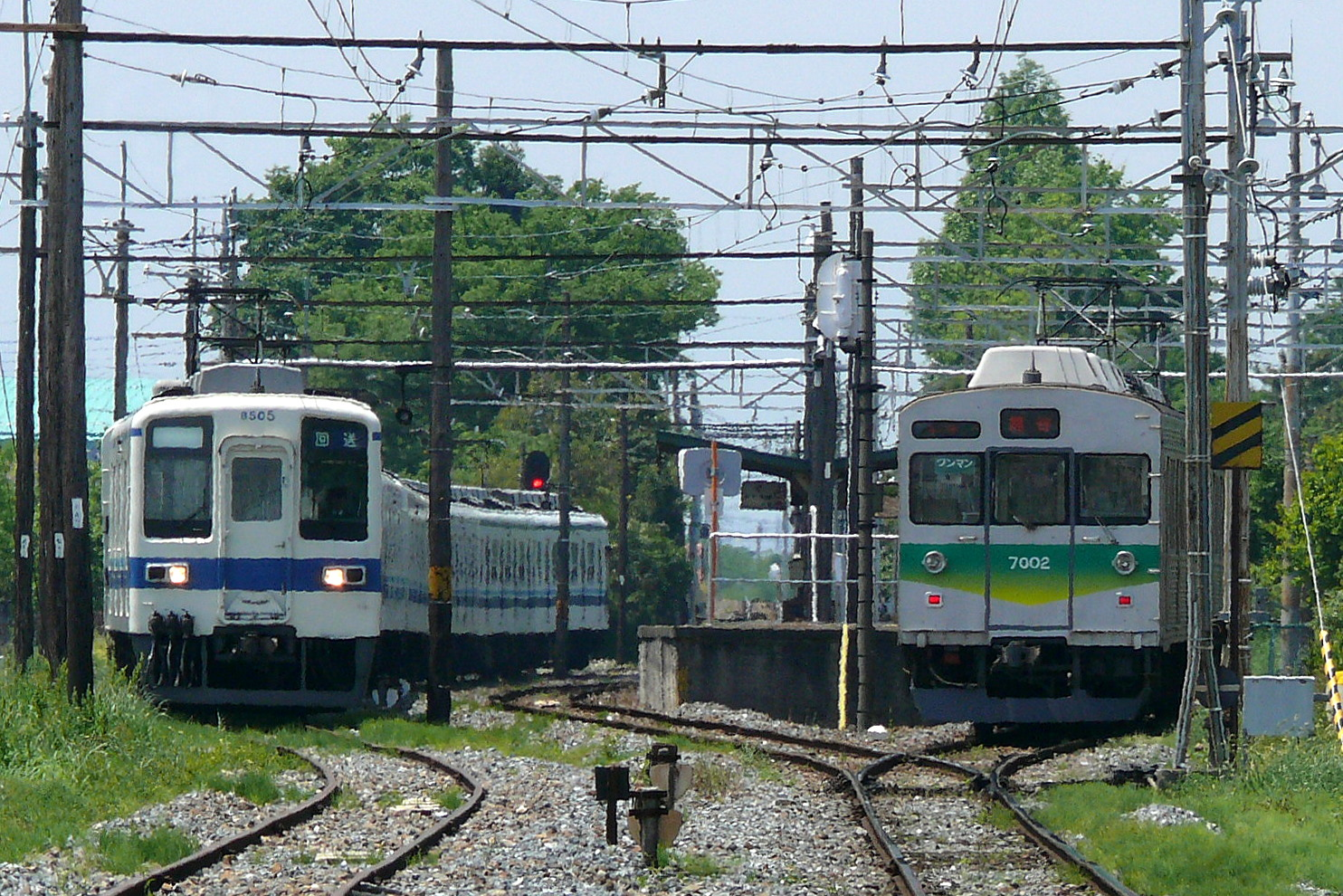
牽引車として秩父鉄道線に入線する8505F（武州荒木駅）

### 6R車
3M3Tの編成。1972年（昭和47年）落成の8156Fが初の新造6R車となる。制御系統は既存のシステムを利用し、4R用1セット+2R用1セットという変則的な形態になっている。同編成は東武初の通勤形電車新製冷房車でもあった。1974年（昭和49年）製の8164FからはエアコンプレッサーがHB-2000CAへ変更され、外板色がセイジクリーム一色へ変更となった。形式は上記4R車の8100 - 8400に、8700・8800が中間に入る。
8101F - 8114Fは前述のように当初4R編成として新製されたが、1971年（昭和46年）から1972年（昭和47年）にかけてサハ8700形 - モハ8800形を組み込んで6R車グループに編入された。その際に新製された中間車ユニットのうち、モハ8814は非冷房車では唯一PT-4801-A形下枠交差形パンタグラフを搭載した異端車であった（後述の「#その他・エピソード」を参照）。その他に、修繕工事の際に4R車に中間車化改造した2R車を組み込んで6R車化した編成が10編成、また、4R車のクハ8400形と2R車のモハ8500形の運転台を撤去（乗務員室は存置）して事実上6R車化された編成（後述の「#野田線の8000系」を参照）も存在する。2R車から中間車化改造した8115F（現存せず）のサハ8715とモハ8815の2両と8118F（現存せず）のサハ8718とモハ8818の2両は運転台撤去部分の側面窓上部にRがなく、その他の部分は側面窓上部のRがある異端車となった。
- 編成（浅草・池袋・柏側から）：クハ8100 - モハ8200 - モハ8300 - サハ8700 - モハ8800 - クハ8400
- 2023年（令和5年）11月現在、6R車はすべて野田線に配属されている。[3]

### 8R車
4M4Tの編成。当時すでに8両編成列車が主体であった東上線向けとして1977年（昭和52年）に登場したグループである。制御系統は4R用を2組配置とした。形式は4R車同様の8100 - 8400の他、中間付随車は新形式のサハ8900形となった。これで本系列は9形式に達している。
導入当初は大山駅のホーム両端に踏切があり、有効長が6両分に限られていたため、暫定措置として中間のサハ2両を外した6両編成（4M2T）で使用されていた。その後、ホームが延長できないまま本来の8両編成での使用を開始し、同駅に停車する際には2両分のドアを締め切るドアカット扱いで対応した（通称：大山対策車）が、後に一方の踏切を除去してホーム有効長を10両分に延長したことで解消している。この間、ドアカット非対応車は運転台上のマーカーライトを常時点灯させることにより大山停車の運用に入らないよう運用区別を行っていた。
登場時点で東上線には一部列車が10両編成で運転されていたが、西新井工場（2004年〈平成16年〉3月閉鎖）や南栗橋車両管区での検査時に、秩父鉄道線（寄居 - 羽生間）を経由する都合もあり、10R車は登場しなかった。帝都高速度交通営団（現・東京地下鉄）有楽町線との相互乗り入れ開始後に、東上線は10両編成列車が標準になったため、2R車を増結した10両編成を組成して使用されることが多かった。2008年（平成20年）6月以降、東上線池袋発着列車は全列車10両編成となったため、原則として8R+2Rで運用された。
17編成が製造されたが、うち5編成（8187F・8193F・8195F・81101F・81103F）はワンマン運転対応の3両編成の800・850系（後述）へ改造され、余剰となったサハ8900形10両は廃車解体された。また、6編成のサハ8900形に運転台を取り付け、ワンマン運転対応車に改造された。残りの6編成はすべて東上線に配属されていたが、うち2編成が2010年（平成22年）、1編成が2012年（平成24年）、1編成（8185F）が2014年（平成26年）6月末に廃車、1編成（8181F）が2014年（平成26年）10月末に廃車され、最後まで残った8175Fも2015年1月17日の「ありがとう8000系 Finalツアー｣をもって営業運転終了が発表された。これにより、東上線池袋 - 小川町間の8000系旅客運用が終了したほか、本形式における8両および10両編成の定期旅客運用も終了した。
8175F（8175-8275-8375-8975-8976-8276-8376-8476、1970年代後半製造）
- 編成（池袋側から）：クハ8100（奇）- モハ8200（奇）- モハ8300（奇）- サハ8900（奇）- サハ8900（偶）- モハ8200（偶）- モハ8300（偶）- クハ8400（偶）
  - （偶）は番号が1つ増える（8199Fの場合は82100など）。この付番体系のため、クハ8100・8400に初めて欠番が生じた[注 17]。

## 800型・850型

### 3R車（ローカル線区用）
修繕工事の際、支線向けに8R車からサハ8900形2両を抜いた残りの車両を3両編成2本に改造し、ワンマン運転対応機器を装備したもので、2005年（平成17年）に登場した。この際に形式称号が変更され、元の車両の連結位置によって800系と850系に分けて系列・形式が付与された。編成のMT比は2:1構成で、電動車比率は高くなっているが、車両性能は在来車両に合わせられ、起動加速度は他車の2.23 km/h/sに対して2.5 km/h/sとされている。
3両化に際しては、前述の通り8R車から中間のサハ2両を抜き取った残りを改造する形となったが、この際にモハユニットの反対側の端を先頭車としたため、800系・850系の両者で車種構成が異なる結果となった。特に850系の浅草方先頭車、モハ850-1は改造によっていわゆる「前パン」スタイルとなっただけでなく、パンタグラフ周囲のワイヤー等も前面に露出しているため、独特の顔つきとなった。
改造された編成は、2005年（平成17年）7月5日から暫定的に800系+850系の6両編成を組み、本線系統で運用された。そして、翌2006年（平成18年）3月18日のダイヤ改正から伊勢崎線の太田 - 伊勢崎間と佐野線での運用を開始し、老朽化していた1800系通勤転用車や吊り掛け駆動車の5050系を置き換えた。また、2013年（平成25年）3月16日のダイヤ改正で伊勢崎線館林 - 太田間においても日中の時間帯を中心に、2020年（令和2年）6月6日のダイヤ改正からは特急を除く全列車で使用されている。
- 編成（浅草側から）
  - 800系：クハ800-1+モハ800-2+モハ800-3
  - 850系：モハ850-1+モハ850-2+クハ850-3

モハ800-2とモハ850-1は元モハ8200形で、パンタグラフを2基搭載する。

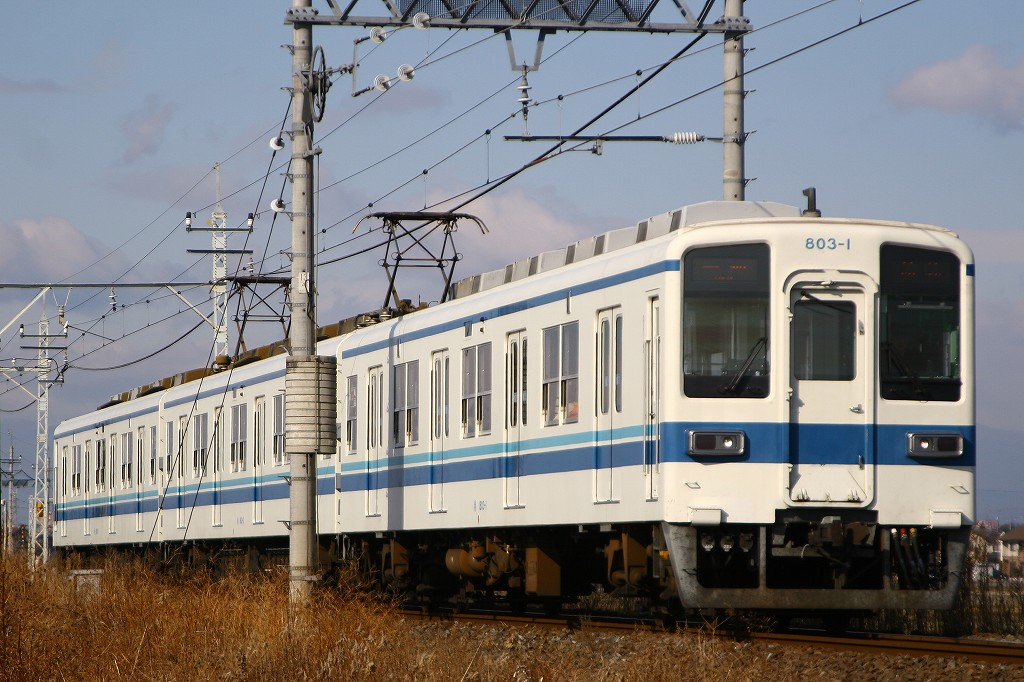
800系 （2012年1月2日 県駅付近）
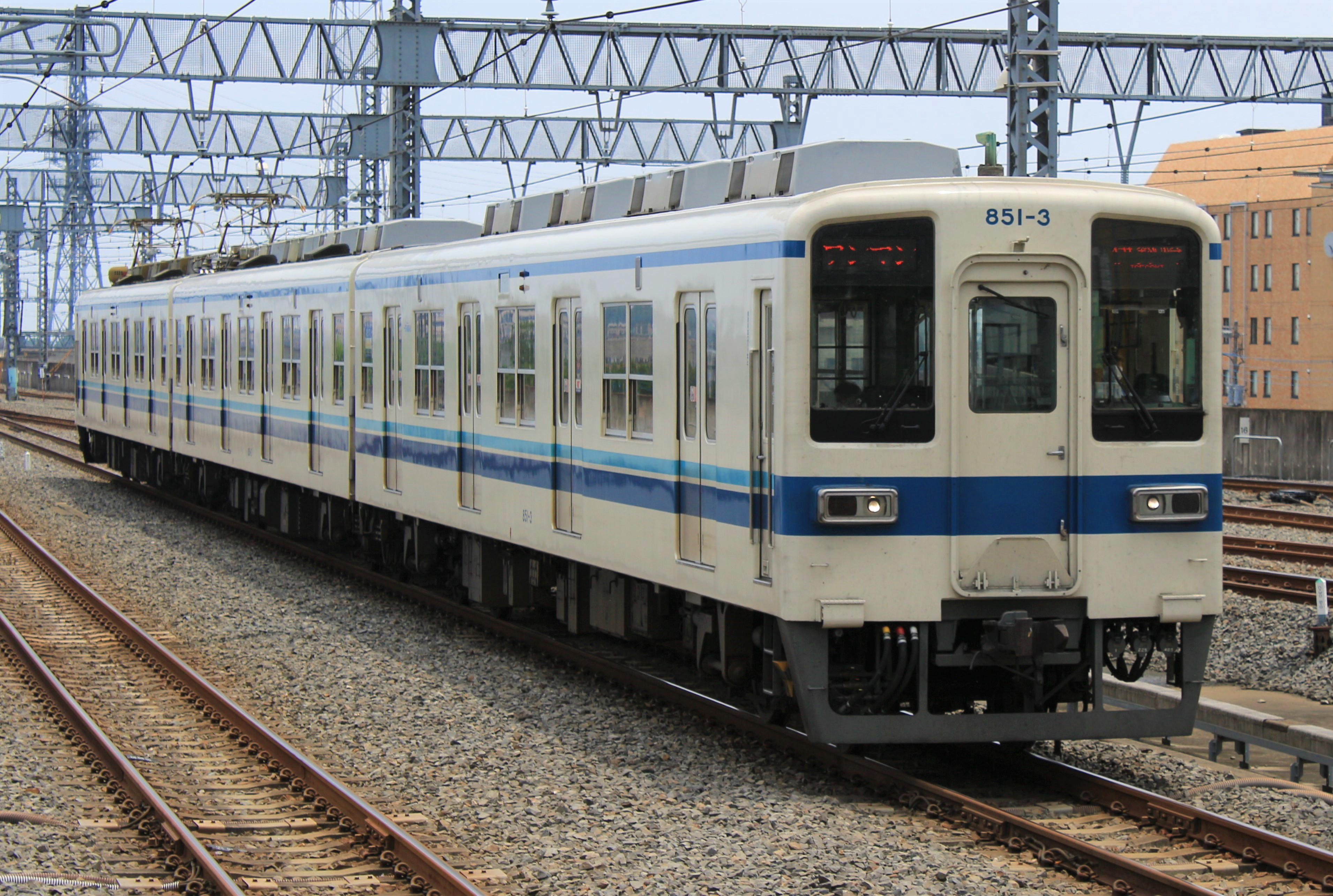
850系 （2020年6月27日 太田駅）

## 塗装

### 一般塗装
就役当時はロイヤルベージュとインターナショナルオレンジのツートーンカラーだった。1974年（昭和49年）5月に新製された8164F・8564Fから塗装の簡略化やそれによる経費節減のためセイジクリーム1色となった。以降東武の通勤型車両はすべてこの色になったが「下塗りのままだ」と言われたり、田畑山林の多い線区を走るため汚れが目立つなど、不評であった。その後、1985年（昭和60年）から現在のジャスミンホワイトを基調に前面がロイヤルブルー、側面がロイヤルブルー2本とリフレッシュブルー1本を施した塗装に順次塗り変えられた。後に妻面はジャスミンホワイト1色としている。

### 特別塗装
- 2004年（平成16年）
  - 10月30日から2005年（平成17年）6月27日まで、東上線開業90周年を記念して、8108Fがツートーンカラー塗装のリバイバル編成として運用された[10][11]。この際にダミーながら通過標識灯や窓曇り防止用の通風孔も再現された。終了後は南栗橋車両管区で現行の塗装に戻され、通過標識灯なども同時に撤去されている。
- 2012年（平成24年）
  - 8月から、8111Fについても8108Fと同じくツートーンカラー塗装としてリバイバル編成として運用されている[12][13]。東武博物館の花上嘉成名誉館長によると、8108Fの時とは異なり通過標識灯は本物だという。このため、同年11月18日に東武東上線森林公園ファミリーイベントで展示された際には実際に点灯した[14]。
- 2014年（平成26年）
  - 1月21日、東上線開業100周年を記念したイベントの一環として、81111Fがセイジクリーム塗装となることが発表され[15][16]、同年3月29日から営業運転を開始した[17]。座席もセイジクリーム塗装当時のオレンジ色モケットに交換された[17]。
  - 11月16日に開催された東武東上線森林公園ファミリーイベントにおいて、81107Fがツートーンカラー塗装となることが告知され、11月22日から運行が開始された[18]。
- 2015年（平成29年）
  - 11月28日から、東上線全線開通90周年記念として、4R車の8198編成に「フライング東上」専用車両使用当時の濃い青と黄帯のカラーとし、当時のヘッドマークを模したヘッドマークを付けて運行を開始している[19][20]。
  - 参照サイト（東武鉄道ポータルサイト）
    - 東武東上線開業100周年記念（インターネットアーカイブ）
    - 皆さまに親しまれた「セイジクリーム」車両運行
- 2016年（平成28年）
  - 3月23日から、亀戸線・大師線で昭和30年代に7800系などで使用された、インターナショナルオレンジにミディアムイエロー帯の塗装を復刻した車両が運行されている[21]。
  - 8月には、8111Fがセイジクリームに塗り替えられ、原型顔のセイジクリーム復刻車となった[22]。
- 2017年（平成29年）
  - 2月、亀戸線・大師線用の8568Fが昭和30年代に7800系に行われた試験塗装の1つである緑色にジャスミンホワイト帯の塗装に塗り替えられた[23] [24]。
  - 7月、亀戸線・大師線用の8575Fが昭和30年代に行われた試験塗装の1つであるイエローにインターナショナルオレンジ帯の塗装に塗り替えられた[25]。

- 2023年（令和5年）
  - 10月、東武博物館保存車の8111Fが、南栗橋車両管区七光台支所に転属するのに合わせて、ツートンカラーに塗装変更された[26]。

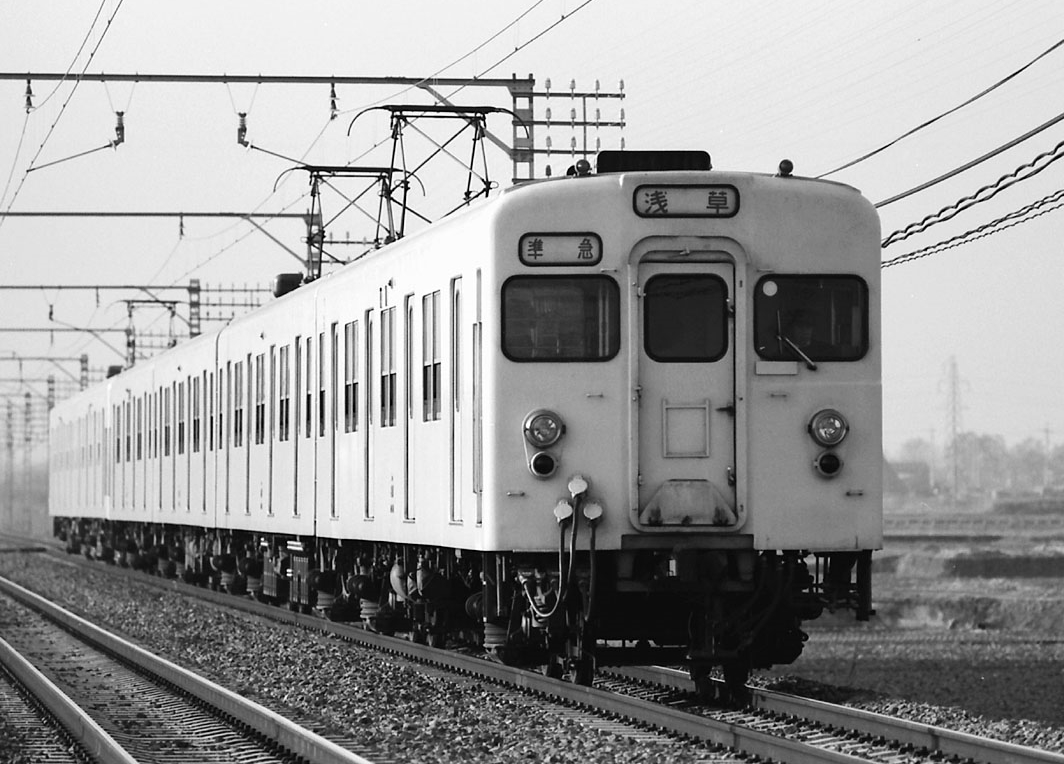
セイジクリーム・非冷房時代 （1977年頃）
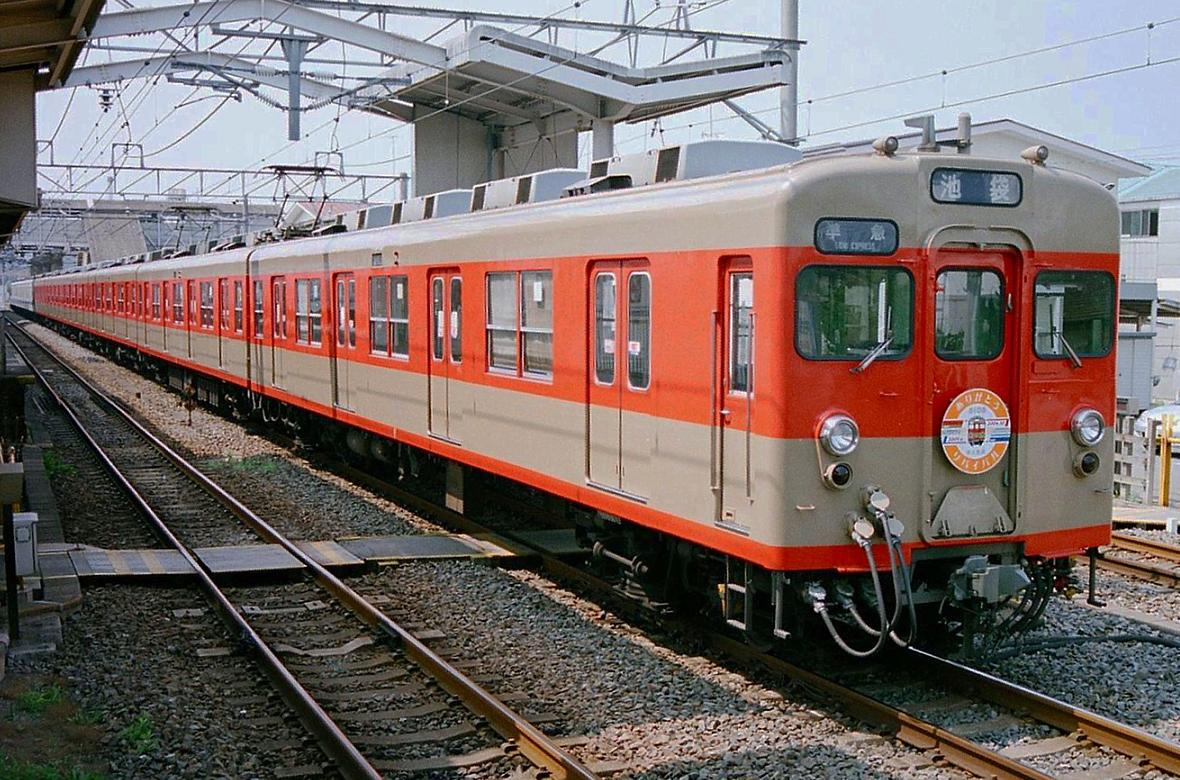
8108F（登場時復元塗装） （2005年6月）
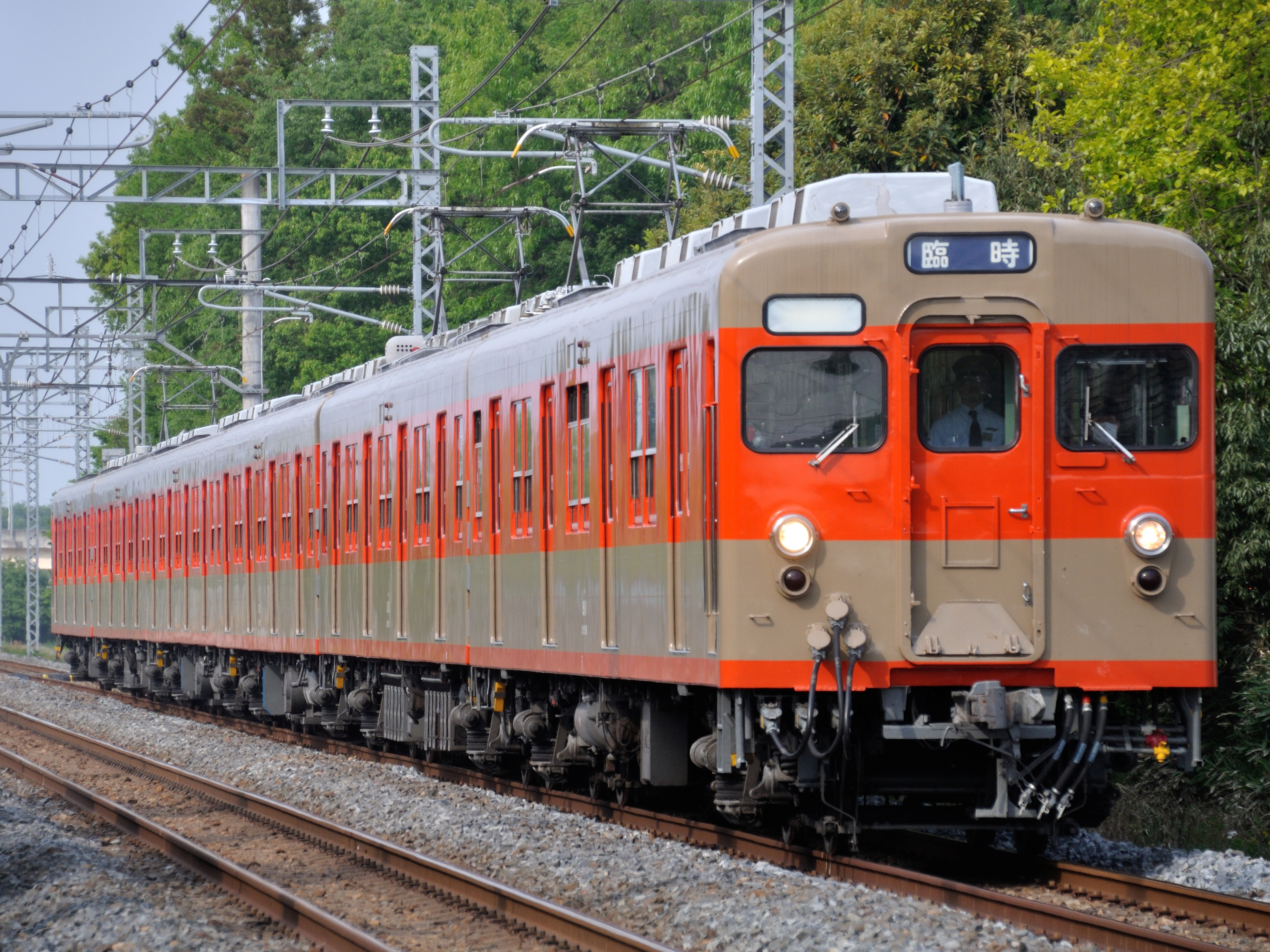
8111F（登場時復元塗装） （2013年5月）
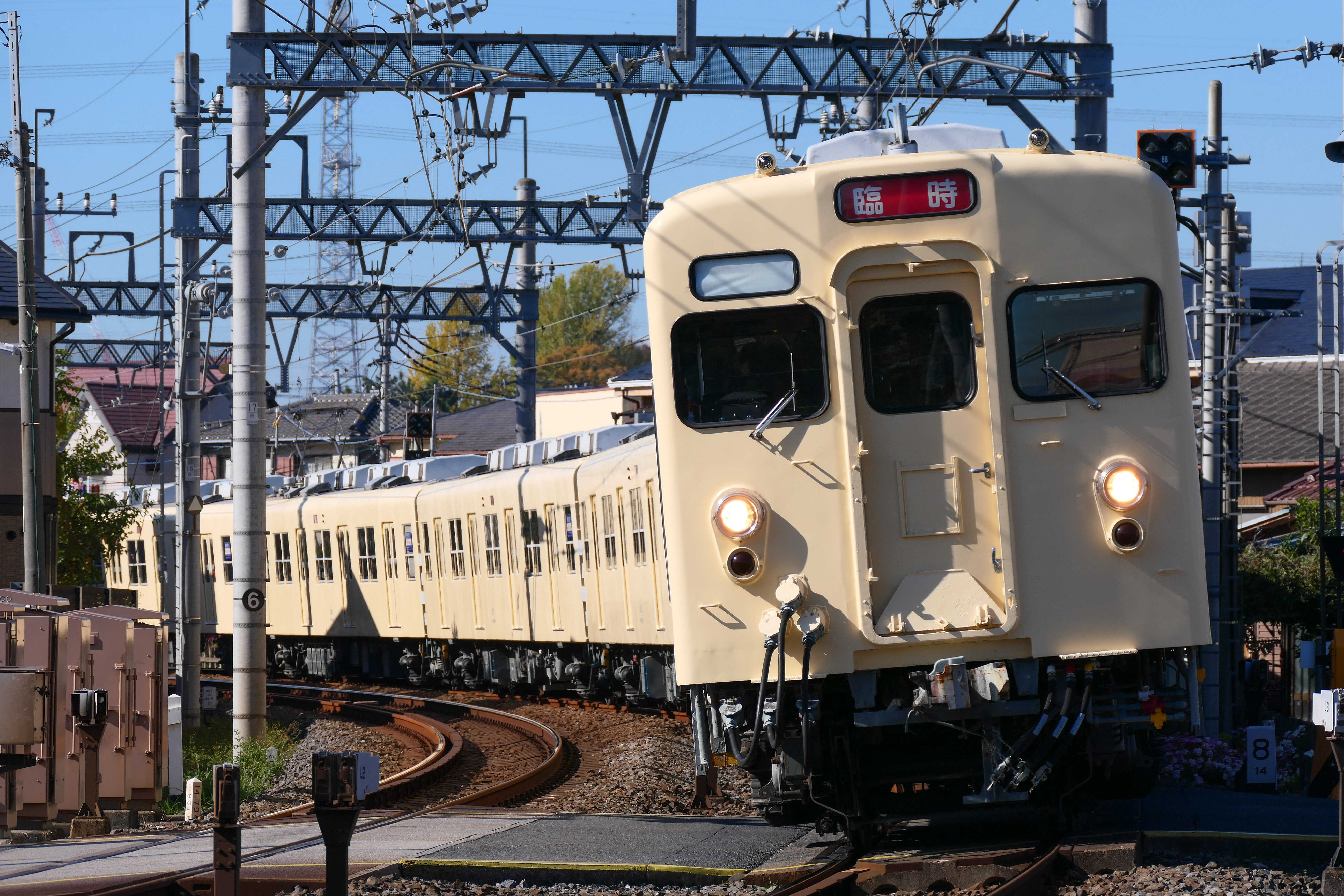
8111F（セイジクリーム復元塗装） （2019年11月）
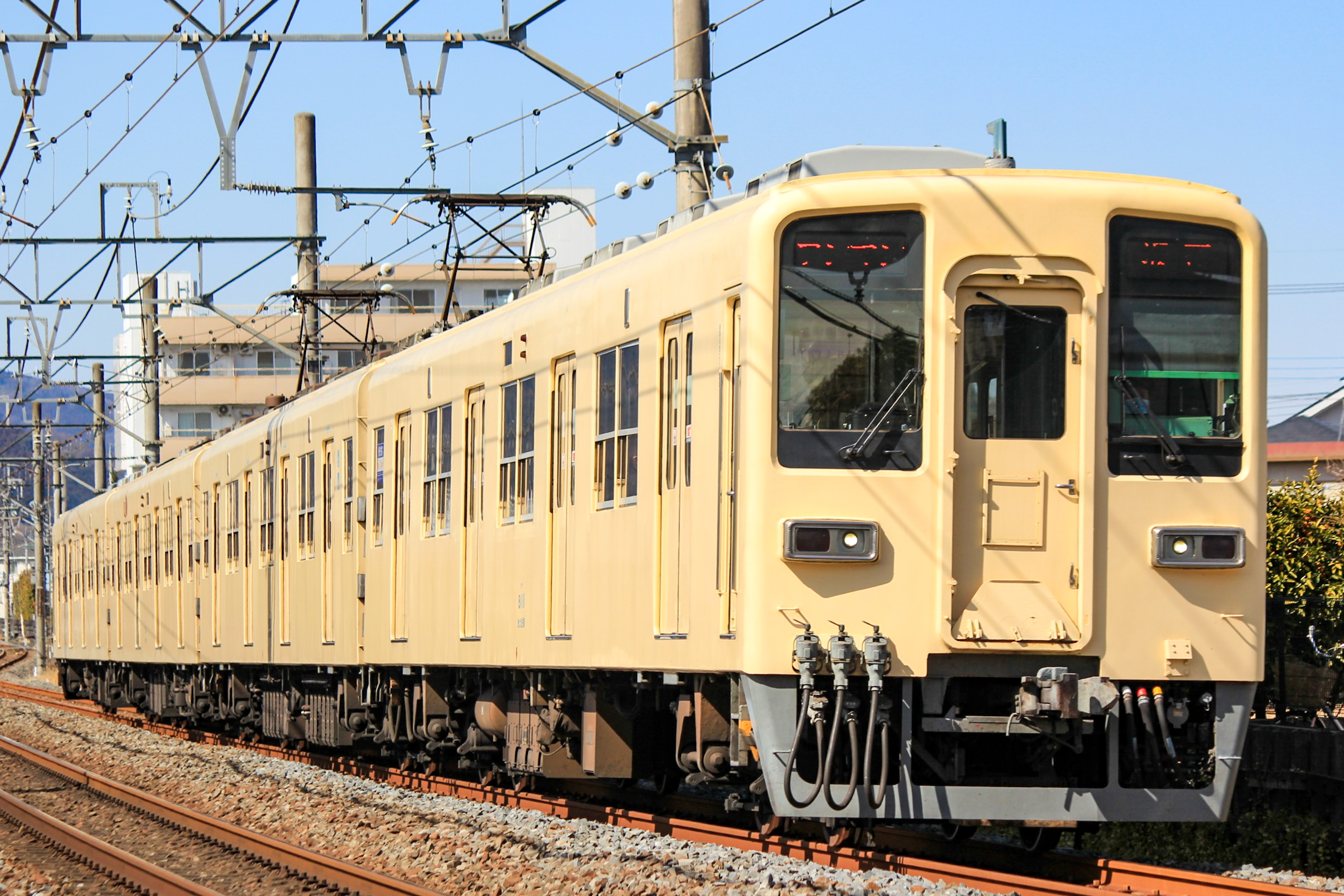
81111F（セイジクリーム復元塗装） （2021年2月）
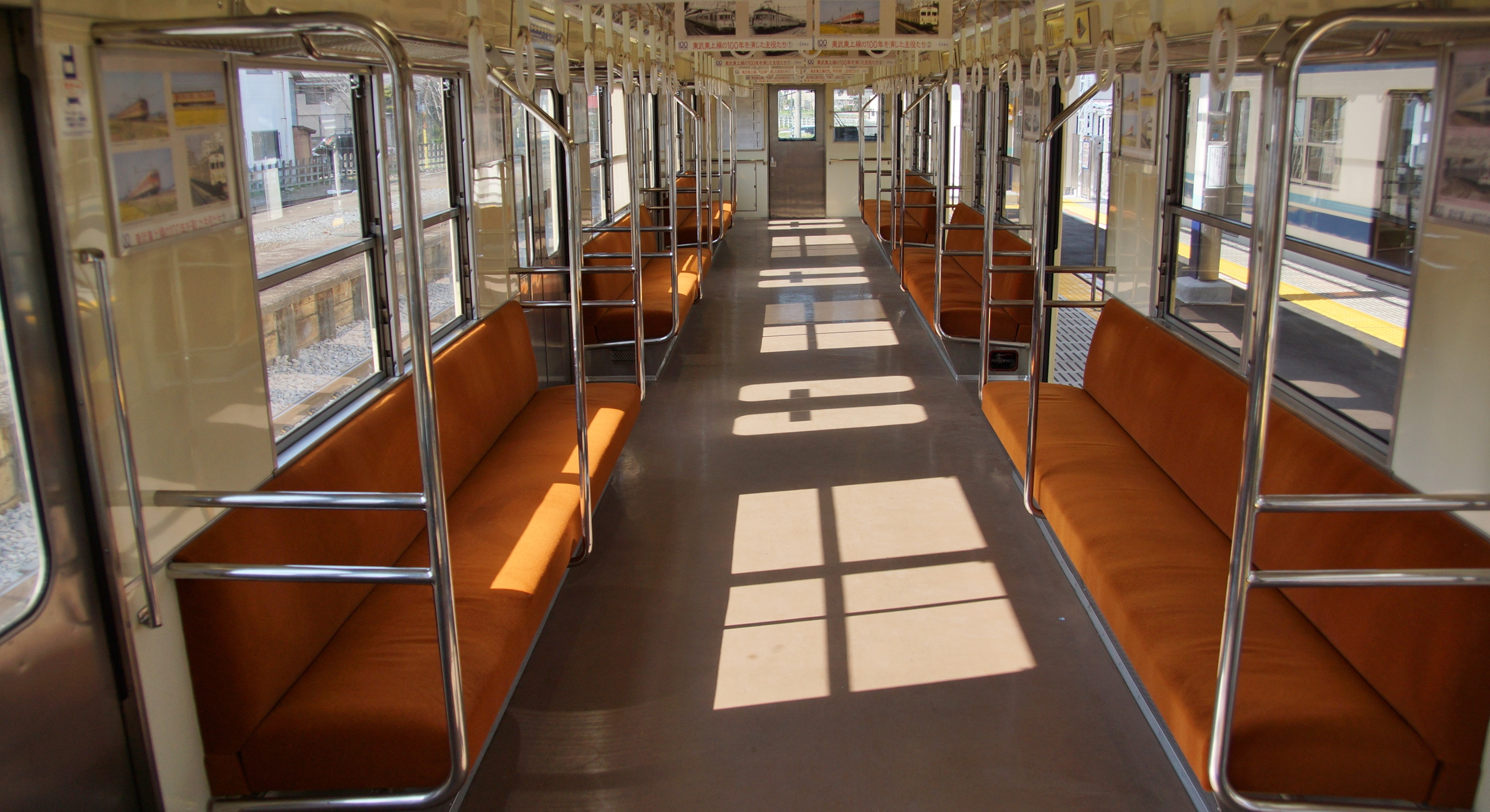
オレンジ色モケットに交換された81111Fの車内（2014年4月）
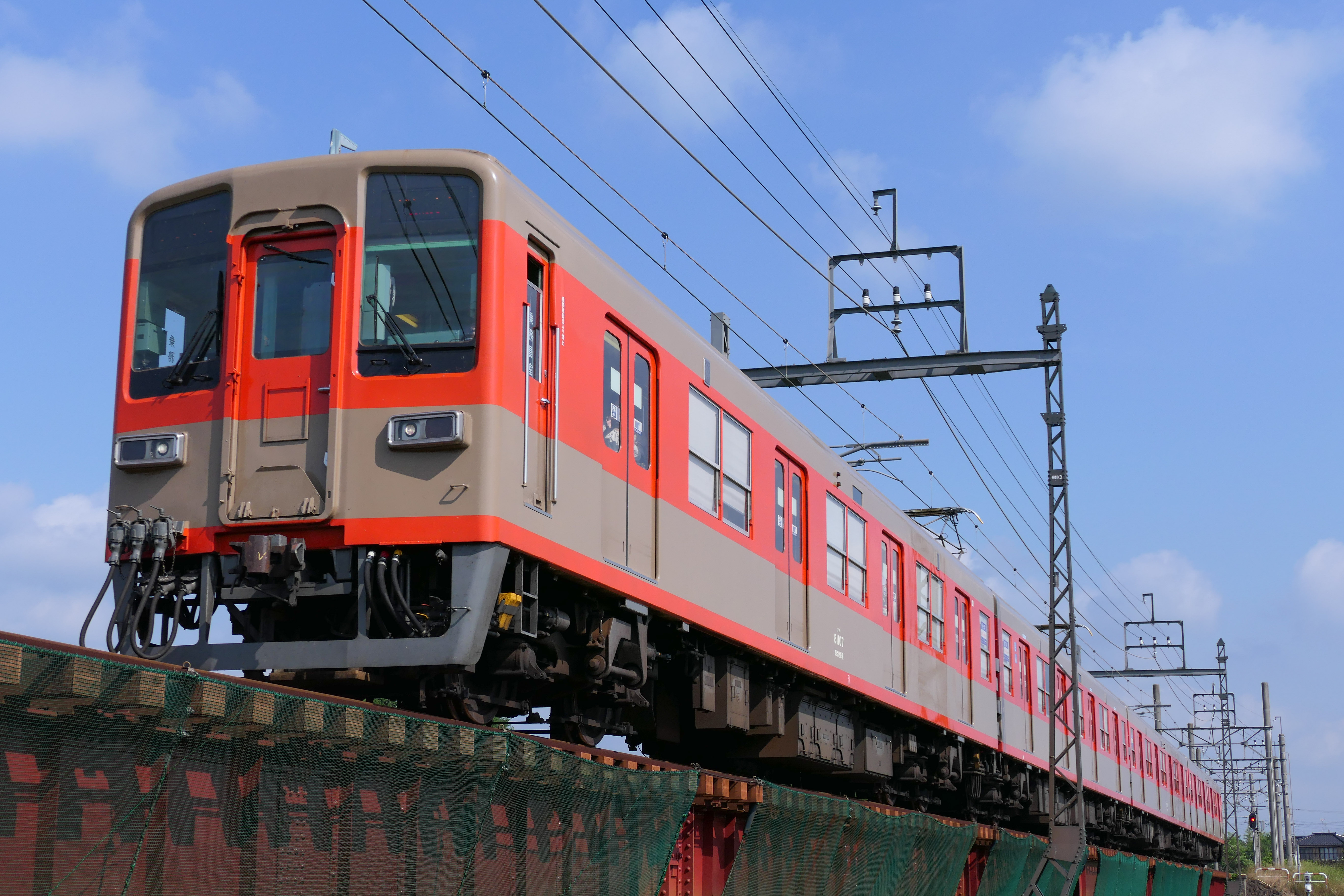
81107F（ツートーンカラー塗装） （2019年6月）
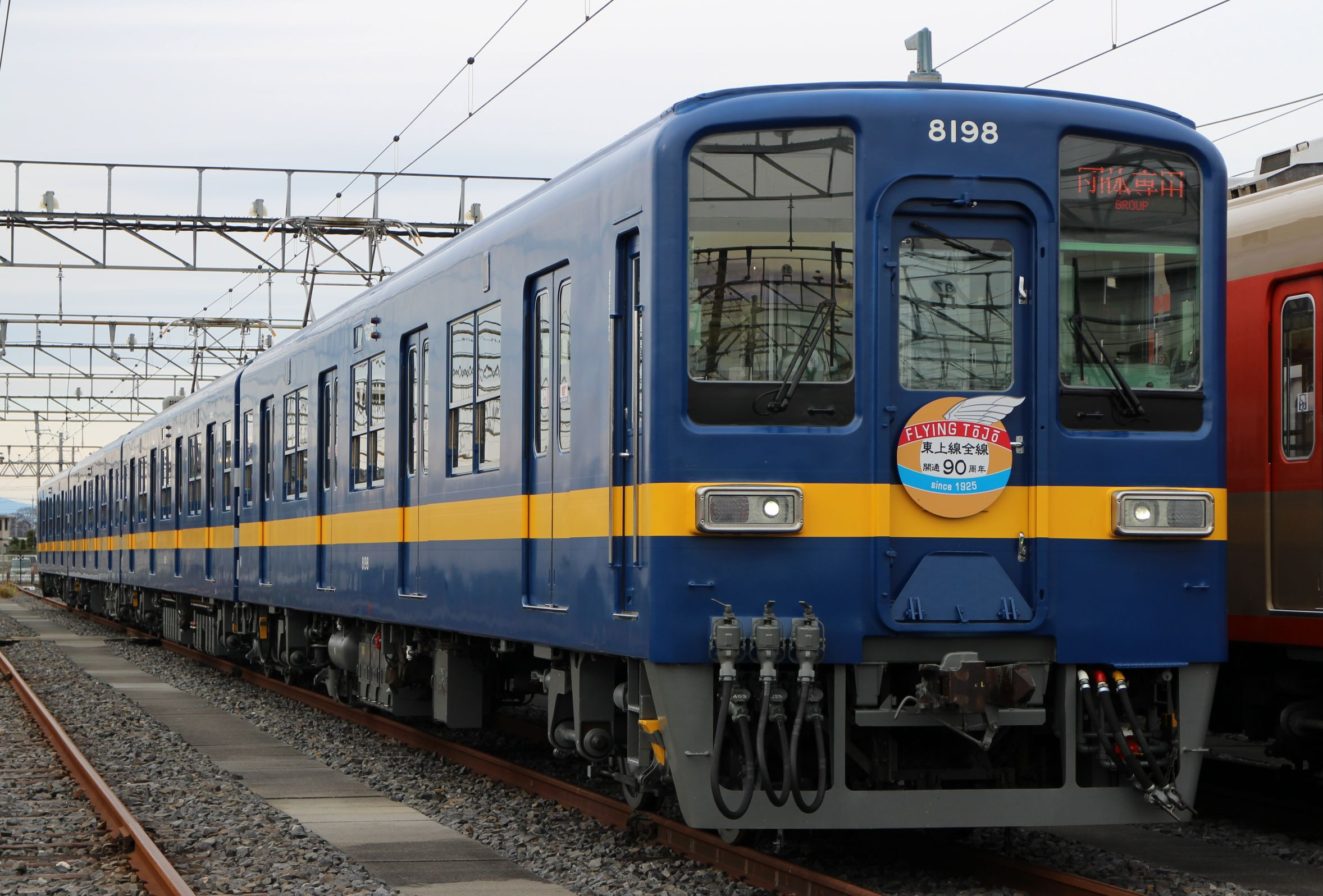
8198F（フライング東上専用車両再現塗装） （2015年12月）
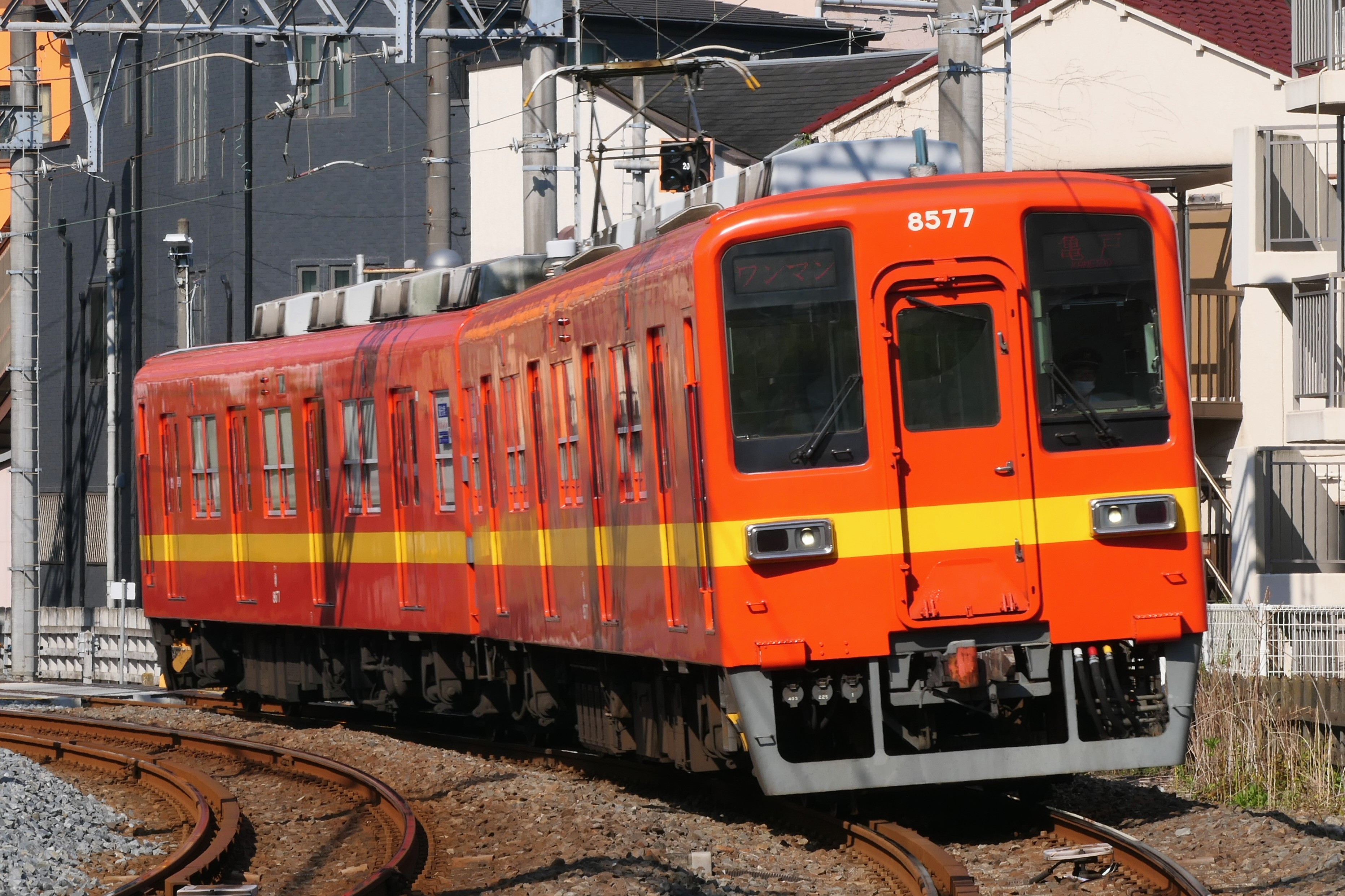
8577F（昭和30年代車両再現塗装） （2024年8月）
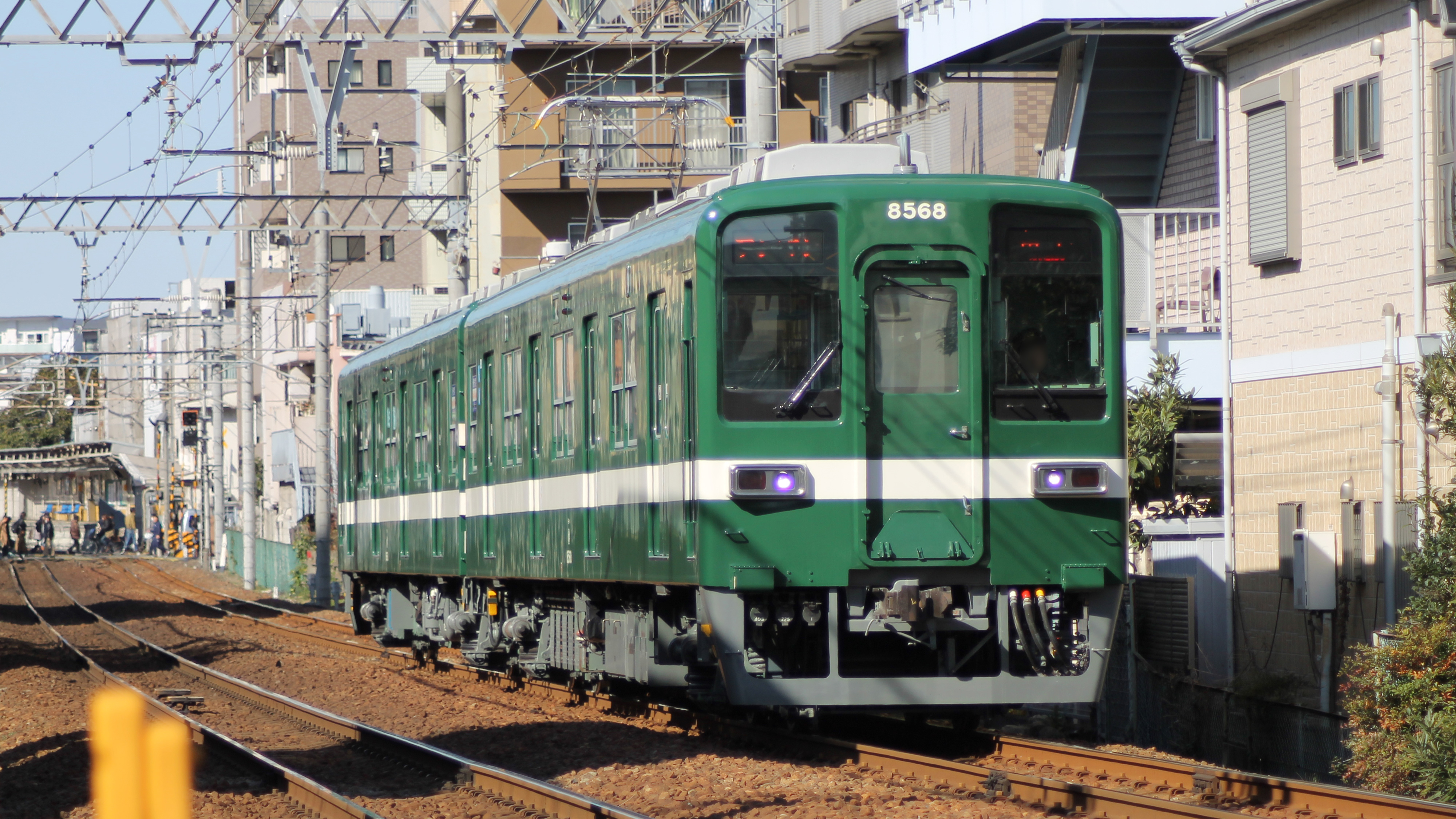
8568F（昭和30年代試験塗装） （2017年2月）
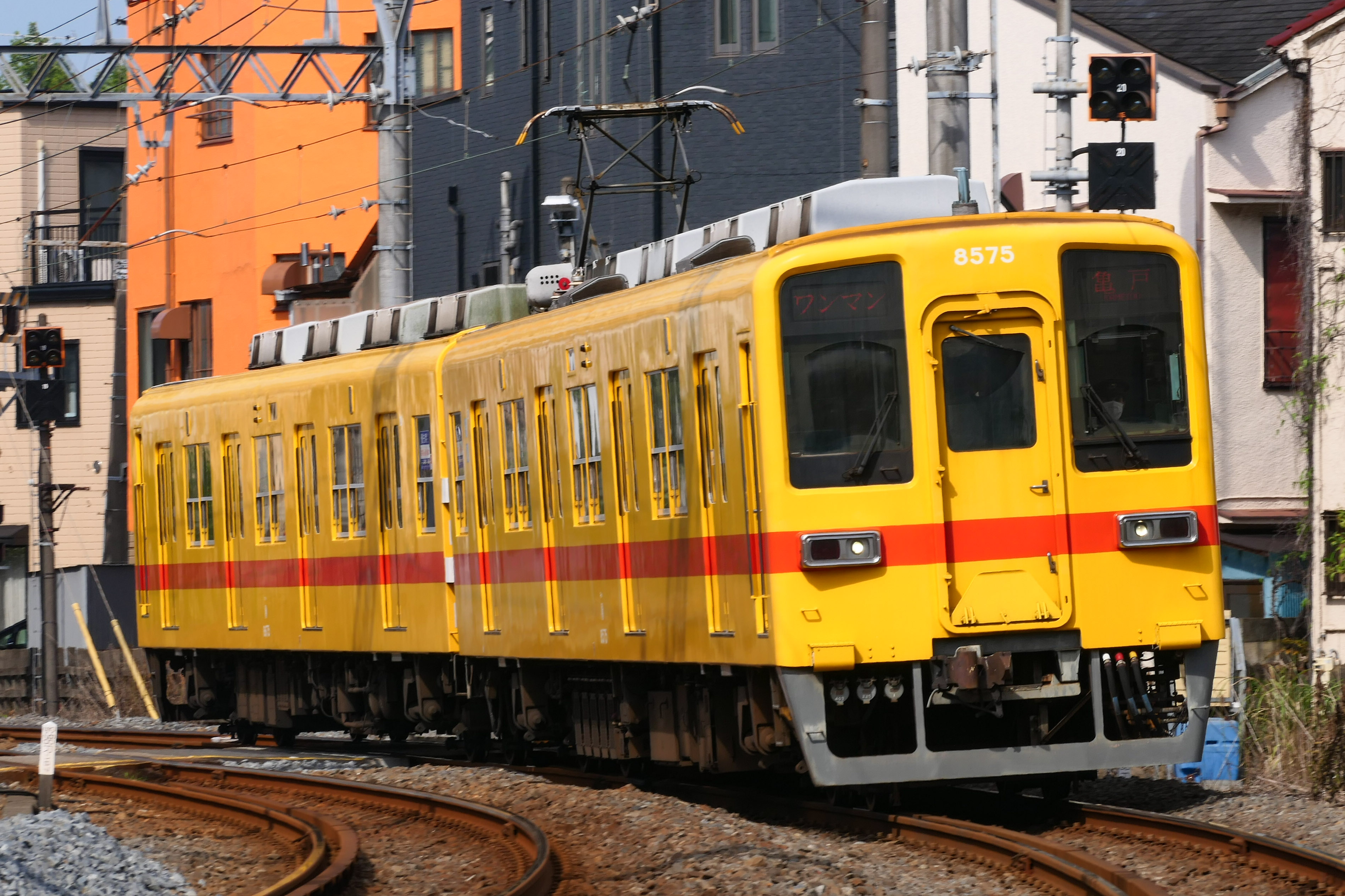
8575F（昭和30年代試験塗装） （2024年7月）
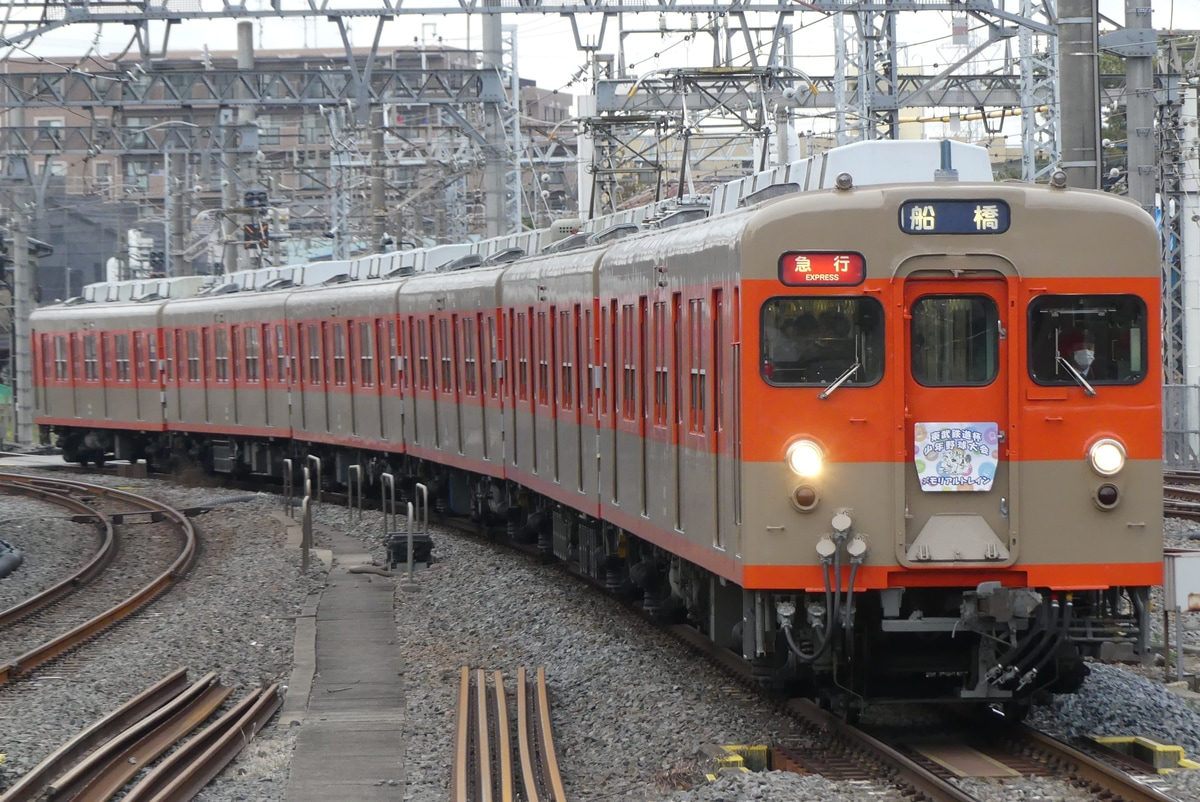
8111F（ツートンカラー） （2024年1月）

## 車体修繕
1986年（昭和61年）から2007年（平成19年）にかけて経年による陳腐化解消のため車両の修繕工事が施工された。この修繕工事は後年東日本旅客鉄道（JR東日本）・西日本旅客鉄道（JR西日本）の103系や113系・115系、東京地下鉄（←帝都高速度交通営団）、小田急電鉄、京浜急行電鉄、都営地下鉄などの更新・延命工事の手本になったといわれている。また、東武内でも9000系、10000系の修繕に際しても本形式の内容が踏襲された。
2007年10月時点での車体修繕未施工編成は、2R車の8571F・8578F・8580F（南栗橋車両管区春日部支所所属車）であった。これらの編成も2007年度中に修繕工事を施工される予定であったが、同年度に工事は施工されないまま翌2008年（平成20年）6月に同3編成は除籍となり、8000系の修繕工事は事実上終了した。

### 修繕年度別修繕タイプの概要
工事は21年もの長期に亘って行われたため、修繕時期別に大きく5種類に分類されている。工事は津覇車輛工業（西新井→館林）で行われており、加えて2005年度分からアルナ車両も担当している。
- 1986年度施工分
腐食外板の張り替えや塗膜を総剥離しての再塗装などの老朽化対策の他、側面行先表示器の新設、シートモケット色の変更（ラクダ色→黄緑色）[注 20]、車内化粧板のデザイン変更などが行われた。車内は当時の新製車である10000系と同様の明るいカラースキームとなった。前面形状はオリジナルのままで、車内に「津覇車輛」の銘板がない。なお、このグループには現在東武博物館所有の8111Fが含まれている。修繕前にセイジクリームだった編成については、現行塗装への変更も合わせて行われた。
- 1987年度 - 1996年度施工分
前面形状を6050系に準じた排障器付きのデザインに変更し[27]、運転台も10030系タイプに交換した。この時から「津覇車輛」の銘板を設置するようになった。このタイプの工事は長期間で続けられたため、途中から運転席側の客室との仕切り窓の廃止や蛍光灯の増設が実施され、1995年度施工の8547F以降では客室通風器（冷房装置横にあるサイドベンチレーター）の撤去が工事内容に追加されるなどマイナーチェンジが実施された。また、2R車のクハ8600形の空気圧縮機換装工事も行われた。
- 1997年度 - 2000年施工分
車椅子スペースの新設、行先表示器の字幕式からLED式への変更、当時の新製車である30000系と同様のHID式前照灯への変更などが行われた。施工対象は新製冷房車が多く、1972年（昭和47年）製の8158Fが最初に施工された。東上線用8R車もこのグループで施工された。なお、このグループでは妻面扉の増設が行われていない編成が存在する。
- 2001年度・2002年度施工分
修繕内容は1997年度 - 2000年施工分と同じで後期台車装備車が主に対象となった。また、自動放送設備、車外スピーカーを装備したワンマン運転改造編成もこのグループである。このうち81108Fが2001年度に、81109F・81111F・81112Fは2002年度に一旦修繕を実施したが、後者の3編成は2003年（平成15年）にバリアフリー仕様+ワンマン運転対応設備を追加している。その際に寄居寄りのクハ8400形の貫通幌を撤去したが、他編成と連結できるように貫通幌の着脱が可能な構造としている。前者の1編成は、2007年（平成19年）にバリアフリー+ワンマン化の追加改造を施工されている。
- 2003年度 - 2007年度施工分
LEDスクロール式車内案内表示装置（客室内1両あたり4箇所の扉上に設置）・ドアチャイム・車外スピーカー・自動放送装置・デッドマン装置の設置、7名掛け座席にスタンションポール追設、側窓を一部固定化したバリアフリー仕様編成が登場した。2003年度に6R車×3編成、4R車×2編成が施工され、4R車（および後年施工の2R車）は同時にワンマン化改造も施工されている。なお、前述の8R車の3R車化（800・850系化）改造もこの間に行われ、2004年度に2編成[注 21]が、2005年度に3編成が改造されている。また、この間に修繕を受けた8R車で2006年度施工分の81105Fおよび2007年度施工分の8189F・81115Fは、修繕工事完了後に4R車となった。

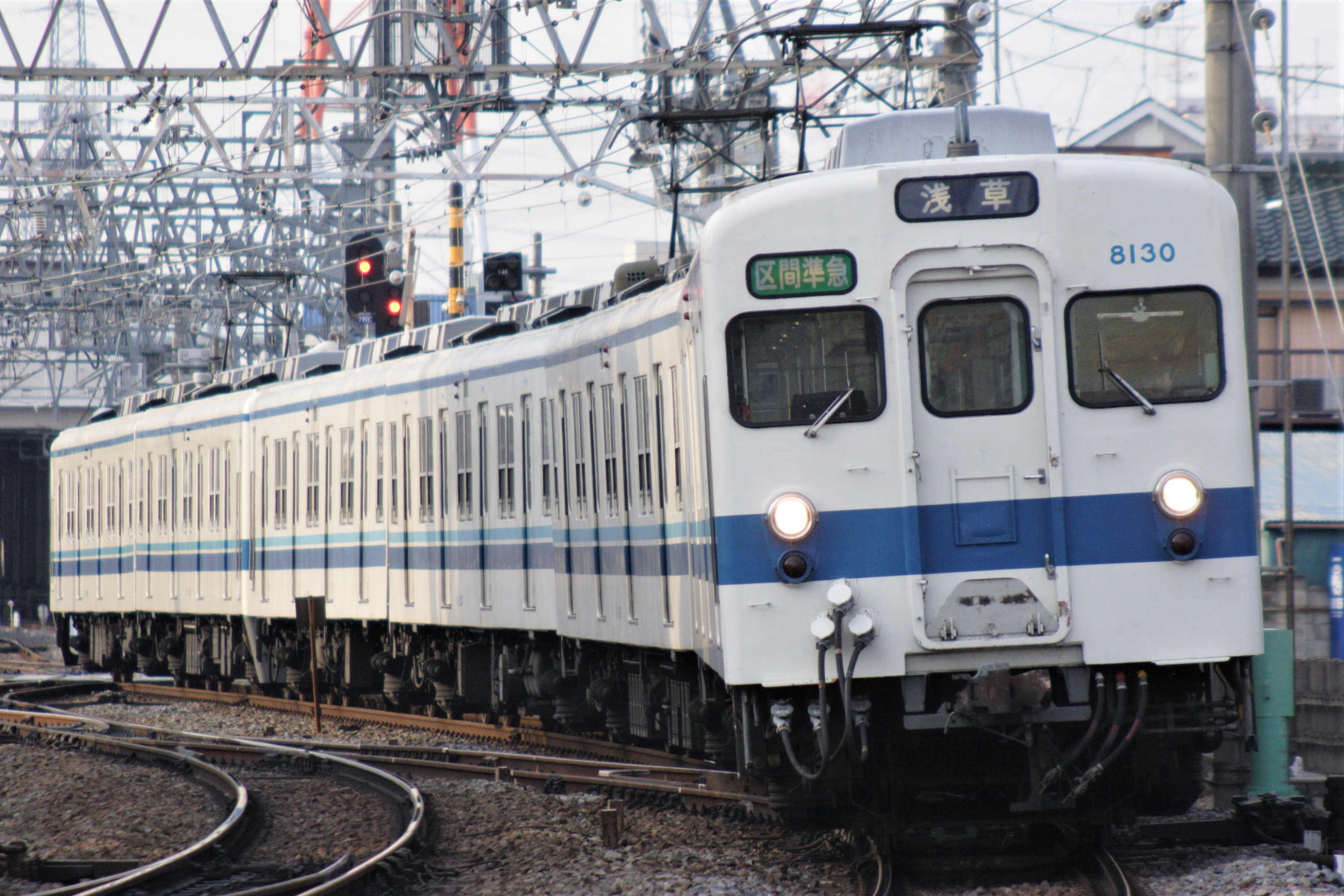
従来の前面形状を踏襲しつつ修繕工事を施された8130F（1986年度施工車）
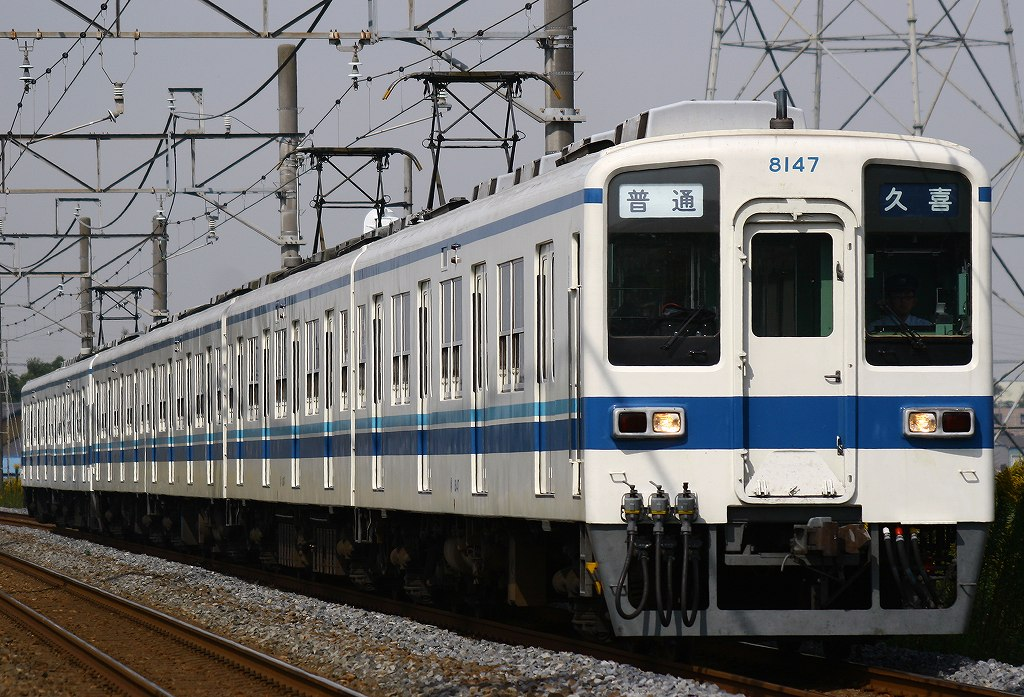
車体修繕に際して前面形状が変更された8147F（1994年度施工車）
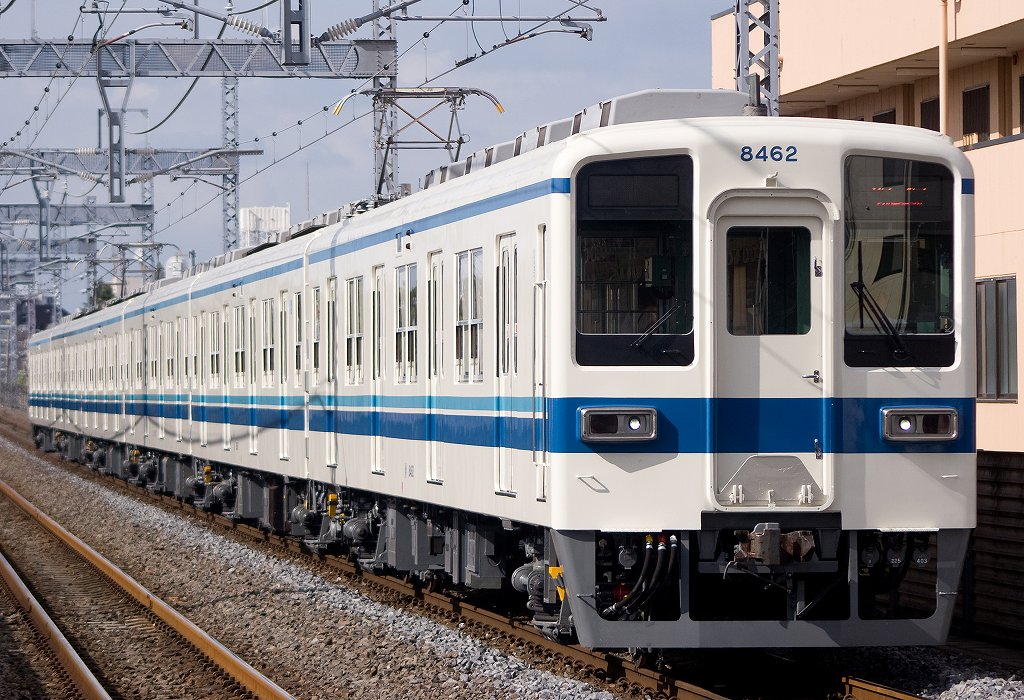
HIDライトとなった8162F（1997年度施工車）
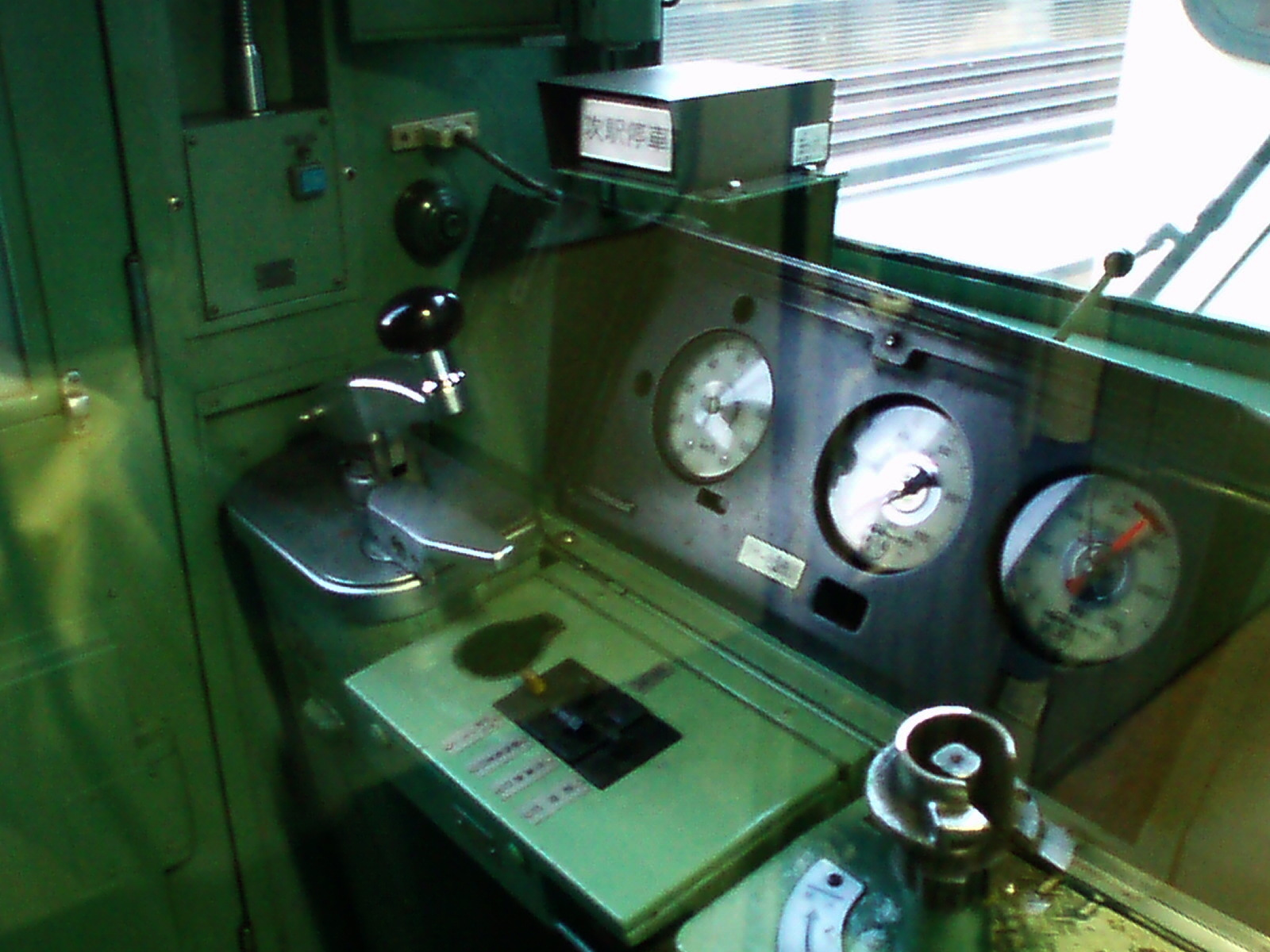
本線用修繕車の10030系タイプ運転台 （2006年6月）
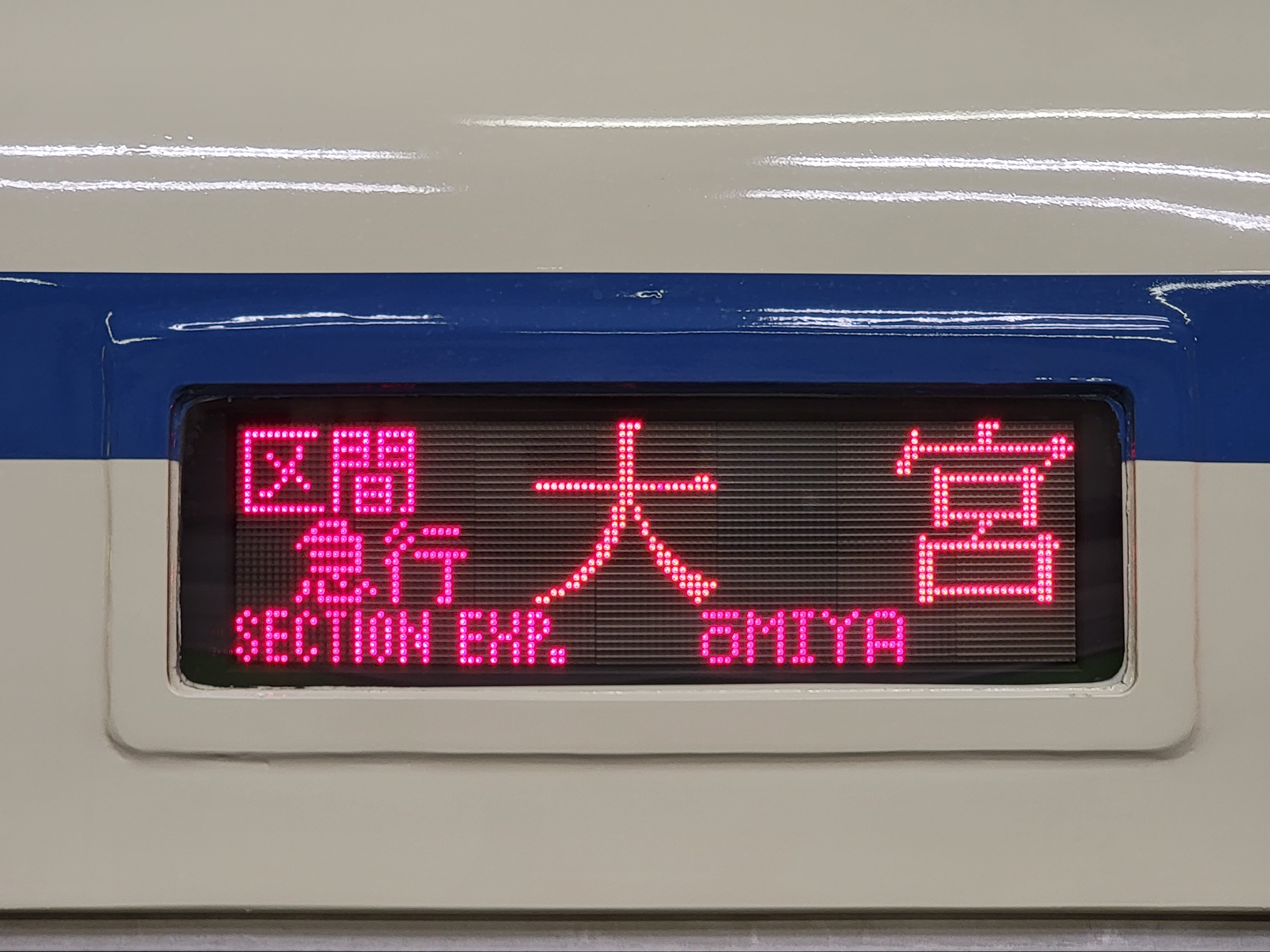
LED式行先表示器（2021年10月）
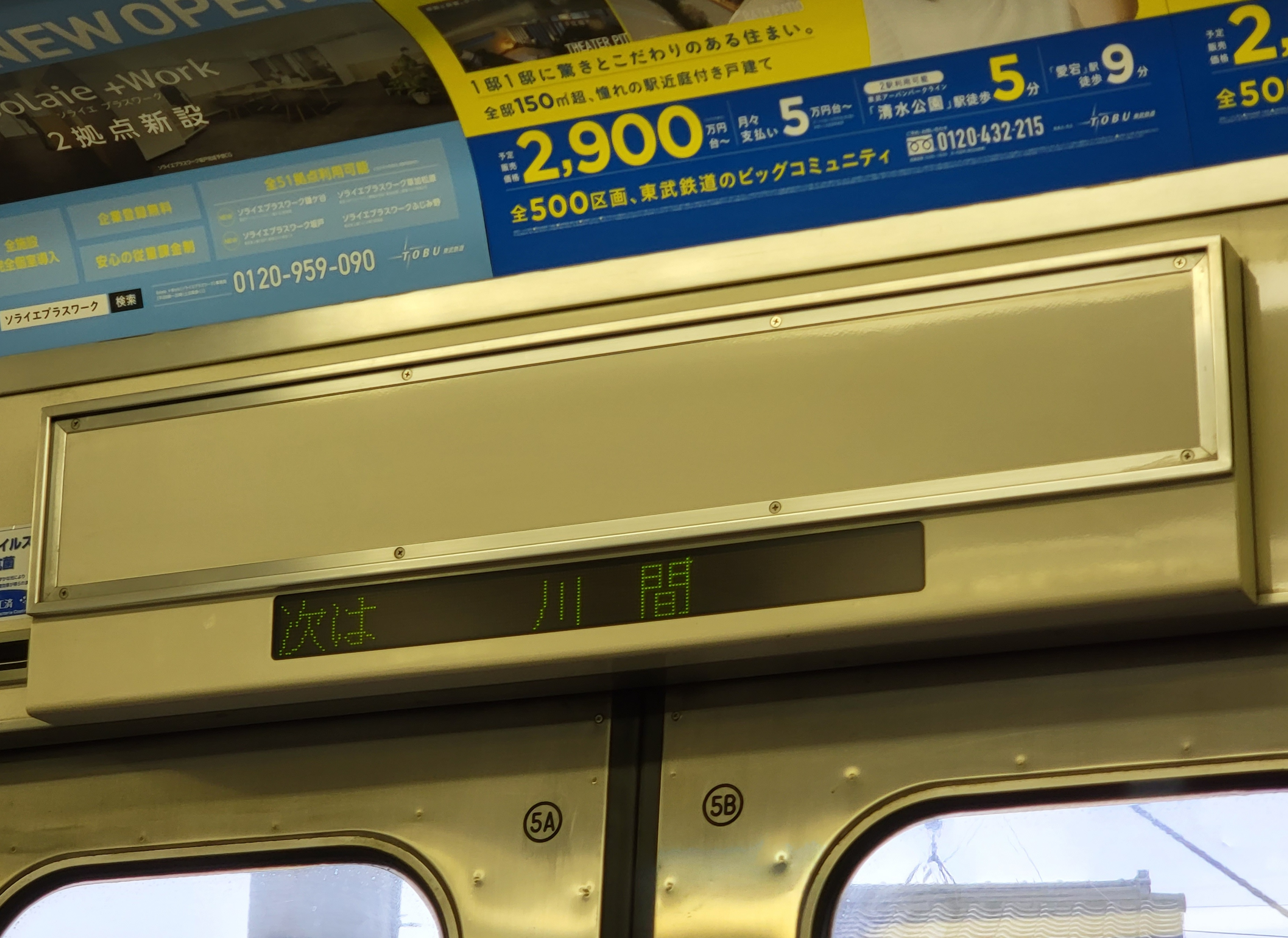
LED式案内表示器(2021年9月)
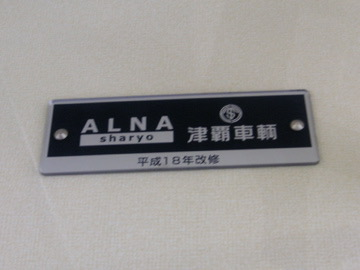
8R車の3R車化改造を施工した津覇車輌工業とアルナ車両の車内銘板 （2008年頃）

## 未修繕車の方向幕LED化改造
1998年度から、未修繕車を対象に前面行先表示器が手動の幕式からLED式へ改造された。この改造は行先表示器の機械化が目的で、車体側面には行先表示器は設置されておらず、また前面貫通路扉と側面の行先標（サボ）受けは残っている。この改造によって種別・行先表示部分がやや大きくなった。東上線所属の後期車より改造が始まり、後に伊勢崎線や野田線でも同様の改造が行われたが、前述の修繕工事までのつなぎ的な性格が強く、修繕工事完了と未修繕車の廃車によって現在ではこの姿は見られない。
2008年（平成20年）4月当時、原形タイプの前面を持つ車両で行先表示器が幕式の車両は1986年度修繕車（8104F・8111F・8112F〈以上6R車〉8127F・8130F〈以上4R車〉・8509F・8516F〈以上2R車〉）のみで、修繕の際に方向幕の自動化・運転席窓下の通風器撤去などの改造を受けたため、前面が若干変わった。したがって、落成当初の前面形状を有する車両は消滅したことになる。その後の置き換えや8134F+8523Fの巻き添えによって2013年（平成25年）現在では東武博物館所有になった8111Fを除いて廃車･解体された。

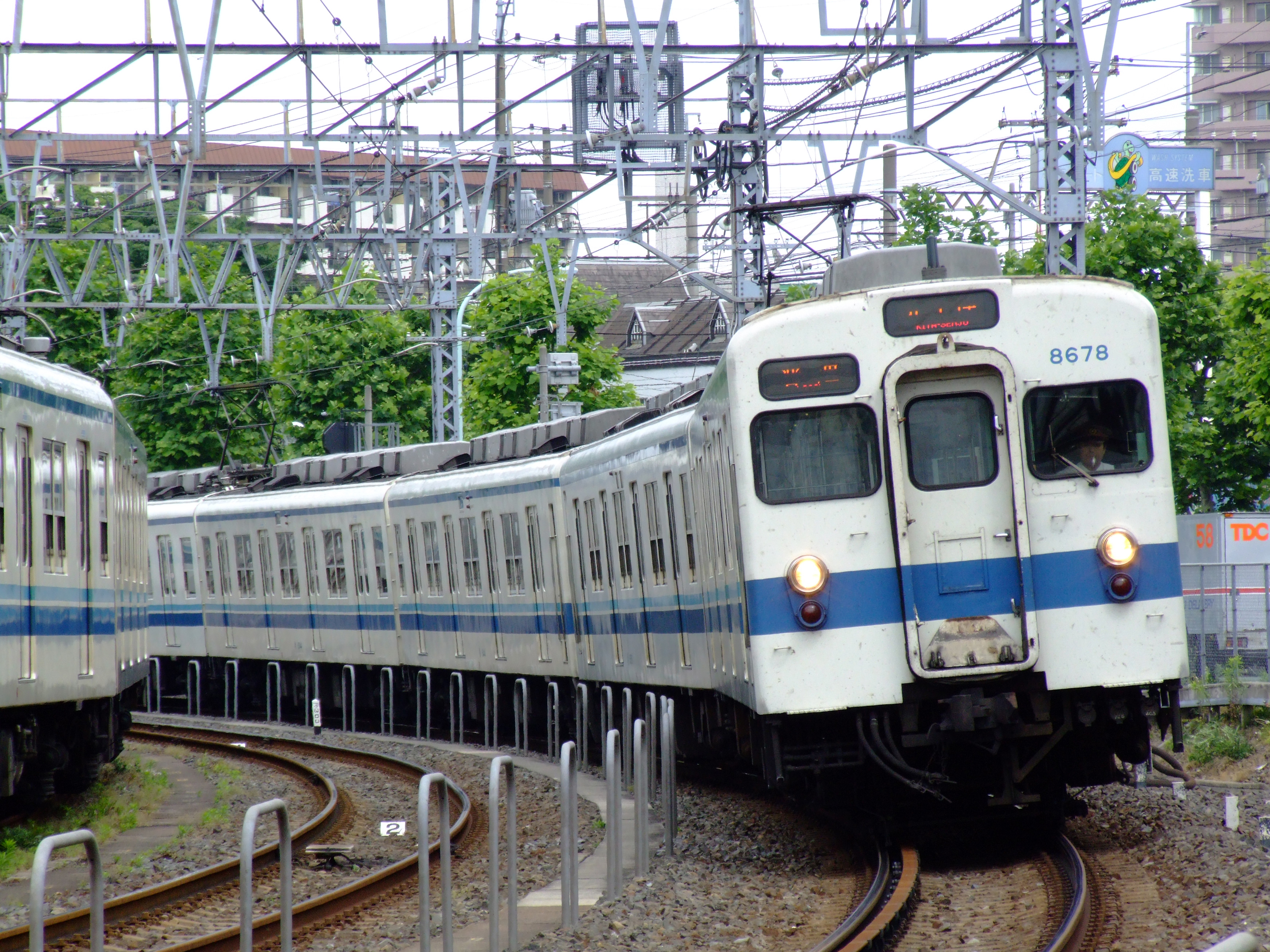
未修繕車の方向幕LED化改造車 （2006年6月6日）

## 運用
本系列は、非電化の熊谷線や貨物支線以外の全線で運用された。
2000年代後半以降は運用範囲が縮小し、伊勢崎線浅草 - 館林間と日光線東武動物公園 - 南栗橋間での定期営業列車の運用は2009年度末で終了し、東上線でも2015年1月18日に川越市 - 小川町間の閉塞方式が常置信号機による自動閉塞式から車内信号閉塞式に変更され、車両側の保安装置も、自動列車停止装置のTSP（東武形ATS）と自動列車制御装置のT-DATCが必要となったため、小川町 - 寄居間および越生線坂戸 - 越生間で運用される車両の回送列車を除き定期運用を終了したが、2023年3月18日より森林公園 - 小川町間での営業運転が復活した。宇都宮線においても70000系投入によって余剰化した20000系列にワンマン改造を施した20400型によって玉突き式に置き換えられ、2019年5月までに運用を終了した。
2023年（令和5年）3月18日現在は、伊勢崎線（館林 - 伊勢崎間）・野田線・亀戸線・大師線・小泉線・佐野線・桐生線・越生線・東上線（森林公園 - 寄居間）で運用されている。

### 野田線の8000系
大宮 - 船橋間を結ぶ野田線は、1977年まで18 m級車体の旧型更新車両の3000系が使用されていたが、同年8月2日に本系列の前期製造車が4両編成で転入した。これが同線初の20 m級カルダン駆動車・冷房車となった。しかし、7800系を更新した吊り掛け駆動車5050系・5070系の配置と引き換えに1983年（昭和58年）に同線から一旦転出した。
1989年（平成元年）以降、10030系の本線・東上線系統への新製投入により捻出された本系列（修繕工事施工済み）が再び配置されるようになった。配置数は年々増加し、1992年（平成4年）12月には2080系と3000系列を置き換えて20 m級車に統一し、2004年（平成16年）10月には5000系列を置き換え、2013年（平成25年）4月19日まで、野田線の一般列車はすべて本系列で運用されていた。
また、同線の4+2編成の6編成分の中間運転台部分は、運転台機器の一部が撤去されている。これは、前述の8R車を3R車（800・850系）への改造時の（モハ8200・8300形の一部の）先頭車化改造に伴うもので、外観では表示器類、ライト類、ジャンパー栓受け、ワイパー、前面スカートの撤去、内部は貫通扉の鍵と遮光幕の撤去、貫通扉に警告文を貼付したりしている。なお、外された機器類やスカートなどは、それらに転用されている。また、その対象車および組み合わせは以下の通り（現在はすべて廃車）。
- クハ8431+モハ8501
- クハ8432+モハ8533
- クハ8433+モハ8532
- クハ8434+モハ8523（故障により廃車）
- クハ8453+モハ8542
- クハ8455+モハ8521

2014年（平成26年）4月1日より、野田線に「東武アーバンパークライン」の愛称名が導入されたことに伴い、1号車と6号車と前面と側面両側にロゴが付けられた。

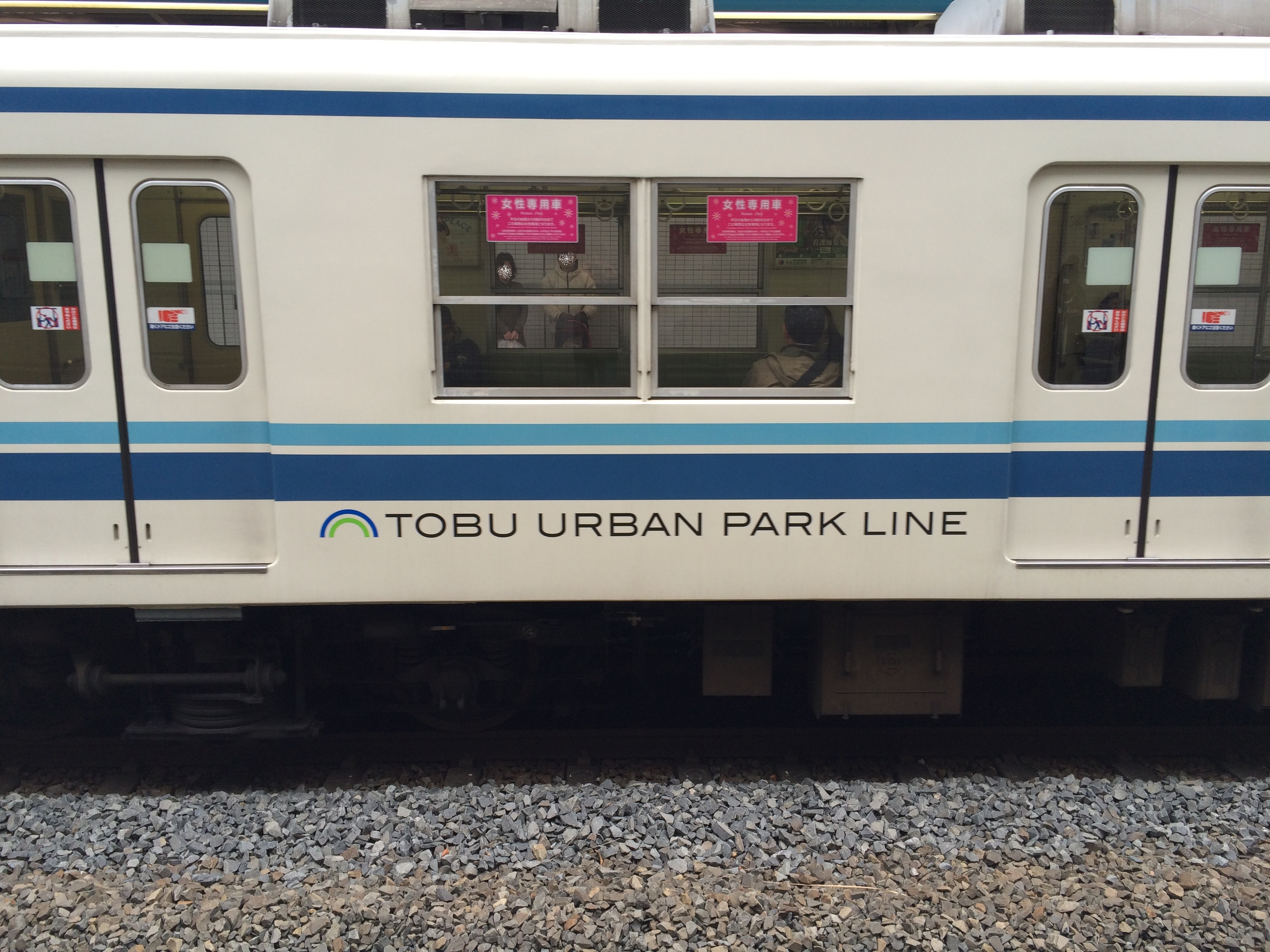
車両の側面に付けられた東武アーバンパークラインのロゴ （2015年2月8日 新鎌ヶ谷駅）
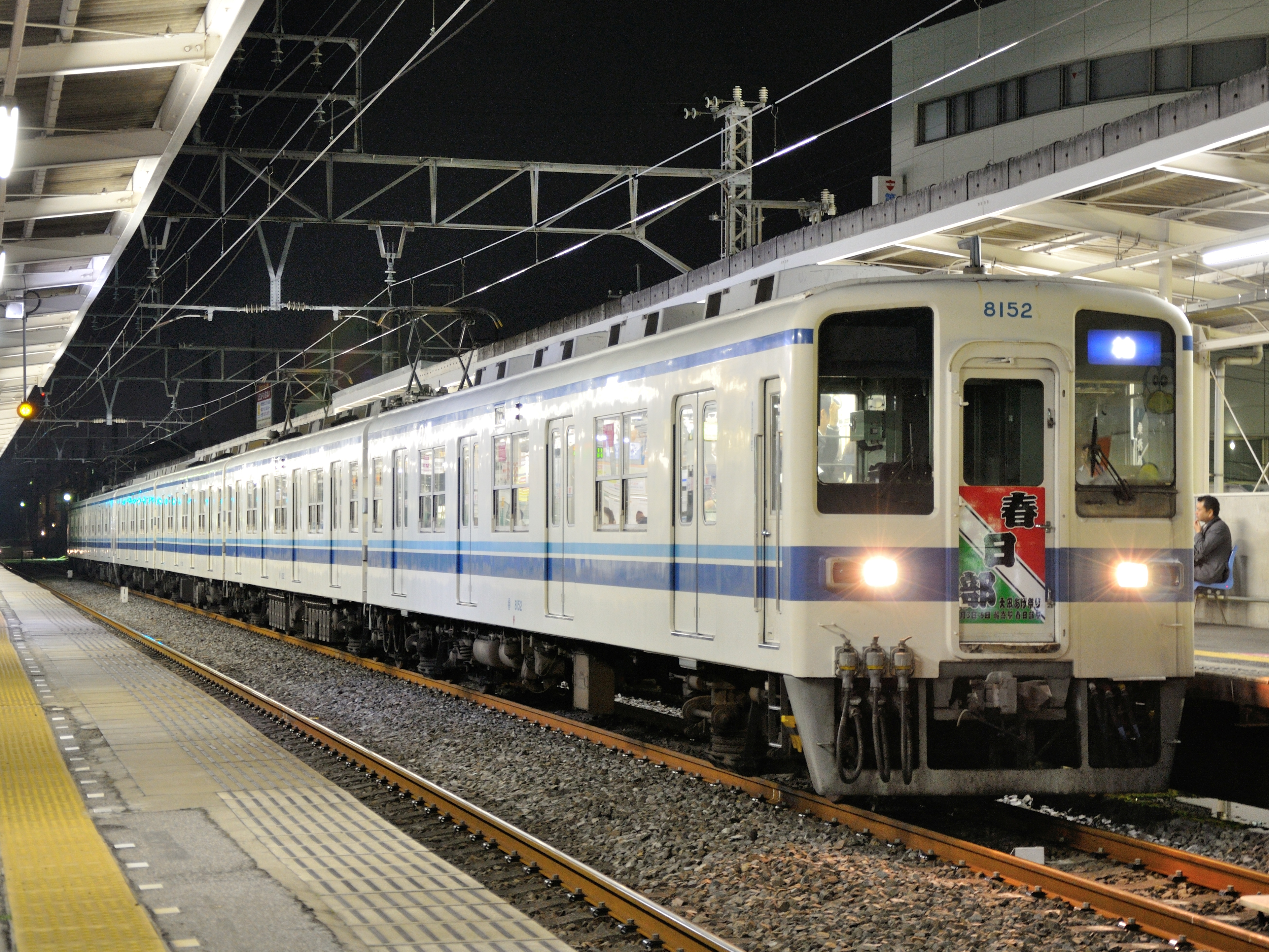
2013年4月16日から5月5日まで「春日部大凧あげ祭り」のHMをつけた8152＋8555F[28] （2013年4月22日 馬込沢駅）
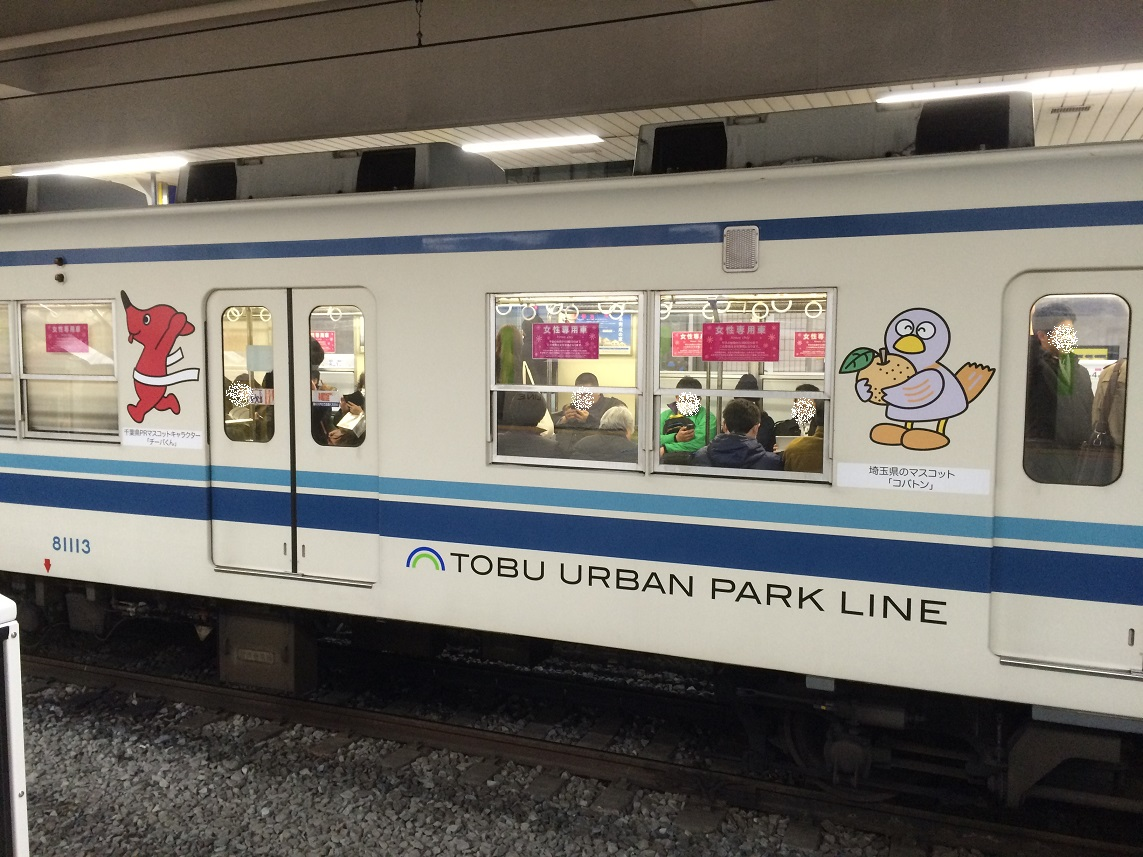
千葉県のマスコットキャラ「チーバくん」と埼玉県のマスコットキャラ「コバトン」がラッピングされた車両 （2015年3月13日 柏駅）

### 臨時列車運転実績
本系列は、これまで日光線快速「たびじ」や修学旅行列車に相当する「林間学校号」、東上線の越生線直通「越生梅林」号および「越生観梅」号などの臨時列車で使用されてきた。
他には、1986年（昭和61年）10月9日の野岩鉄道会津鬼怒川線開業直後より臨時列車に投入されたことが良く知られている。同線の開業直後の利用者は予想以上で、列車は激しく混雑した。当時、快速用の6050系は22編成44両（他に野岩鉄道所属の2編成〈61101F・61102F〉4両）しかなく、混雑緩和のために本系列を使用した臨時快速列車が会津高原（現・会津高原尾瀬口）まで運転された。運用されたのは4両編成で、2R車×2と4R車×1が交互で使用されていた。だが、一部編成には会津高原の表示がないので、種別表示器に快速または臨時を表示の上、行先表示器を白幕表示で運転されていた。また一部では行先標（サボ）が使用された。この頃は新塗装化が進んでおり、現行色編成とセイジクリーム色編成の混結もあった。訓練などの手間を省くため、修繕工事による前面変更編成は入線実績はない。
この臨時列車は長期間運転されたが、ロングシートでトイレも設置されていないため3時間以上の長距離運用には不向きで、乗客などからの評判は悪かったうえ、抑速ブレーキ無しで空気ブレーキのみでは山岳路線での降坂運転が難しいことから、乗務員からも敬遠された。
その後、1988年（昭和63年）に6050系完全新造車7編成14両（および野岩鉄道所属の1編成2両〈61103F〉）が増備され、本系列の野岩鉄道乗り入れは終了した。

### ワンマン運転改造修繕車の運用
前述の修繕工事の中で2R車と4R車および3R車（800・850系）がワンマン化改造された。
- 2R修繕車
ワンマン運転対応設備を追加した編成は、2003年（平成15年）3月19日のダイヤ改正から大師線と小泉線太田 - 東小泉間で、2004年（平成16年）10月19日からは亀戸線でワンマン運転を開始、これに伴い亀戸線用と大師線用の車両は共通使用されている。2006年（平成18年）3月18日からは桐生線へのワンマン運転拡大に伴い同線と小泉線太田 - 東小泉間の直通運転を開始し、さらに同年9月28日からは小泉線館林 - 西小泉間にも拡大した。また佐野線の一部の運用も行っている。亀戸線用と大師線用、並びに桐生線用と小泉線用と佐野線用でそれぞれ共通使用されている。
- 3R修繕車（800・850系）
2006年（平成18年）3月18日のダイヤ改正より伊勢崎線太田 - 伊勢崎間と佐野線でワンマン運転を開始した。2013年（平成25年）3月16日のダイヤ改正でワンマン運転区間が館林まで延長された。
- 4R修繕車
東上線用・越生線用が存在する。東上線用ワンマン運転対応車は、2005年（平成17年）3月17日のダイヤ改正より小川町 - 寄居間のワンマン運転を開始した。種別表示器には、「ワンマン」の他、2005年当時東上線で運行されていた全種別を用意している。運用は越生線用と共通になっており、2008年6月14日のダイヤ改正から越生線でもワンマン運転を開始した。
かつては宇都宮線のワンマン運転でも使用されていたが、2018年（平成30年）から20400系への置き換えが進み運用は消滅している。

## 廃車
本系列は、登場から40年以上の長きにわたり廃車が発生しなかったが、2004年12月に前述の3R車800・850系を8R車から組成した関係で、サハ2両が余剰となり登場から41年目にして初の廃車が発生した。サハはその後も3R車化に伴い合計10両が廃車された。また、3R車化により30両が800・850系に改造されたため、2007年（平成19年）10月時点の在籍数は800・850系を含め702両、8000系単独でも672両在籍していた。
それでも編成単位での廃車は発生していなかったが、2007年8月に大宮公園駅で発火を伴う故障が発生し、当該の8134F+8523Fが自走不能に陥り、休車となっていたが、そのまま廃車が決定し、未修繕で残されていた8571F,8578F,8580Fに牽引され、北館林車両解体場に廃車回送され、8000系初の編成単位での廃車が発生した。
その後は50000系列の増備、および本線系統ではそれに伴う30000系の地上転用などから編成単位での廃車が進んでおり、2010年（平成22年）4月1日時点では558両が在籍していたが、上半期に6R車3本18両、4R車4本16両、2R車8本16両の計50両が廃車され、半年後の10月1日時点での在籍両数は508両となった。この中には1997年（平成9年）以降にバリアフリー対応工事が同時施工された車両も含まれている。これに加えて、2010年末までに東上線用8R車1本がさらに廃車されている。
2023年現在の在籍車両数は198両（800・850系および東武博物館所有の8111F含む）となった。

### 事故による車体新製
車籍上の本系列は事故廃車がなかったとされているが、実際には踏切事故により大破した先頭車両について、台車とその他機器類は再利用して車体のみ新製した例がある。クハ8139がそれである。
1969年（昭和44年）12月9日、伊勢崎線館林 - 多々良間の踏切で上り列車として走行中であった8139Fと大型クレーン車が衝突し、先頭車両のクハ8139は衝突時の衝撃により車体が「つ」の字に折れ曲がるほど大破した（館林事故）。修復不能となったクハ8139は翌1970年（昭和45年）4月に車体新製により復旧されたが、東武はこれを修繕扱いとしており、代替新製扱いとはなっていない。

## 保存車

### 8111F

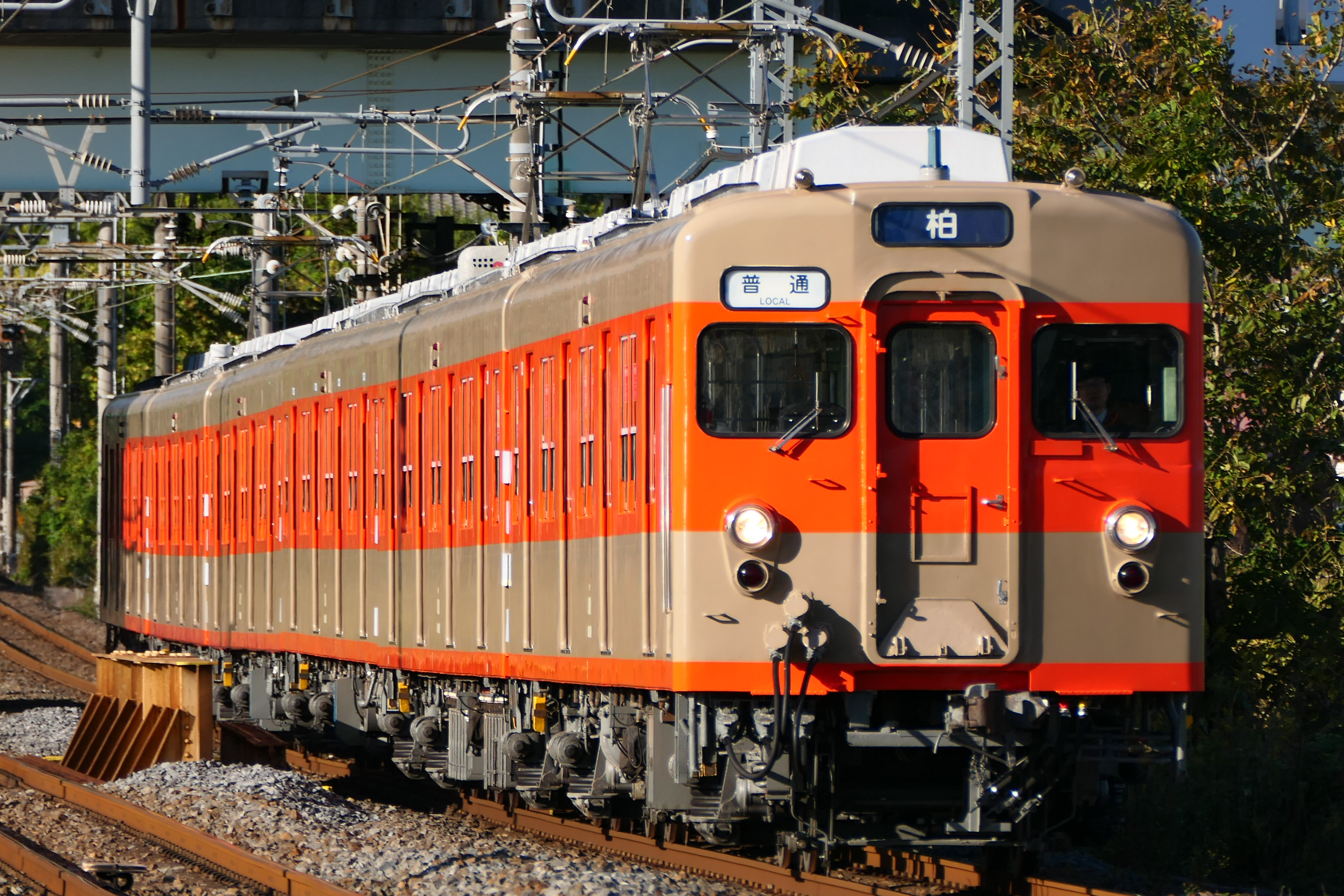
野田線を走行する8111F

落成当初の前面形状で最後まで残った8111Fは、2012年3月24日付で東武鉄道共助会（現：東武博物館）に売却され、動態保存されることとなった。通常時は南栗橋車両管区春日部支所（旧：春日部検修区）にて保管され、主にイベント列車で使用された。
2023年10月に南栗橋車両管区七光台支所に転属し、同年11月1日より野田線にて一般列車として営業運転に就いている。

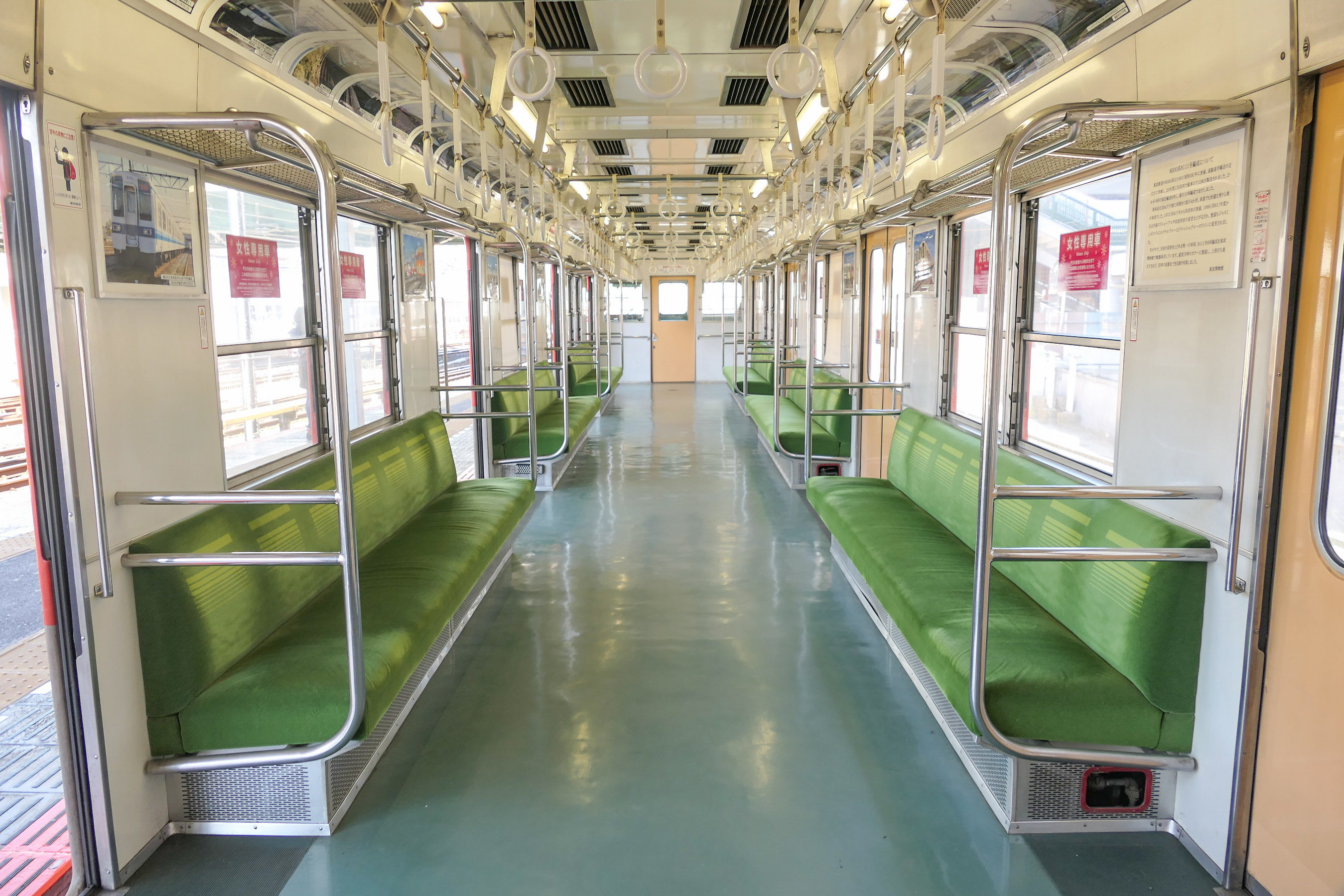
8111Fの車内
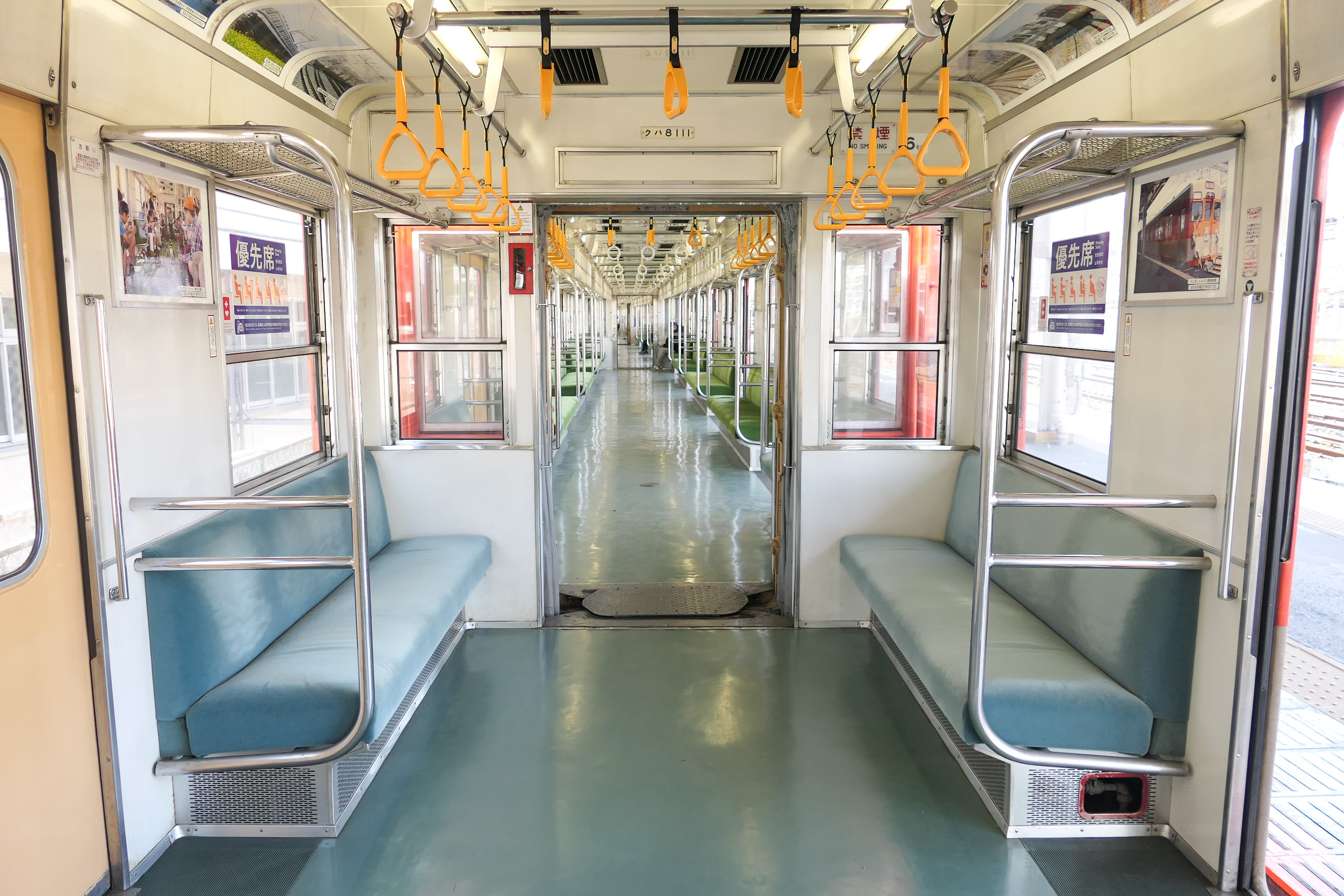
優先席

## 編成表
左側が浅草・池袋・柏寄り。形式の変遷が分かりやすいよう登場順に配列。8Rの※印は、クハ8100（奇数）に対し番号が1つ増える。
凡例
CON1：制御装置（1C8M）、CON2：制御装置（1C4M）、MG：電動発電機、CP：空気圧縮機、PT：集電装置
|          | クハ8100形 (Tc1) | モハ8200形 (M1) | モハ8300形 (M2) | クハ8400形 (Tc2) |
| 搭載機器 |                  | CON1・PT        | MG・CP          |                  |
| 自重     | 26.0 t           | 38.0 t          | 39.0 t          | 26.0 t           |
| 定員     | 150              | 170             | 170             | 150              |

|          | モハ8500形 (Mc) | クハ8600形 (Tc3) |
| 搭載機器 | CON2・PT        | MG・CP           |
| 自重     | 38.5 t          | 31.5 t           |
| 定員     | 150             | 150              |

|          | クハ8100形 (Tc1) | モハ8200形 (M1) | モハ8300形 (M2) | サハ8700形 (T1) | モハ8800形 (M3) | クハ8400形 (Tc2) |
| 搭載機器 |                  | CON1・PT        | MG・CP          | MG・CP          | CON2・PT        |                  |
| 自重     | 26.0 t           | 38.0 t          | 39.0 t          | 32.0 t          | 38.0 t          | 26.0 t           |
| 定員     | 150              | 170             | 170             | 170             | 170             | 150              |

|          | ← 池袋小川町 →   |                 |                 |                 |                  |                  |                  |                   |
|          | クハ8100形 (Tc1) | モハ8200形 (M1) | モハ8300形 (M2) | サハ8900形 (T2) | サハ8900形※ (T2) | モハ8200形※ (M1) | モハ8300形※ (M2) | クハ8400形※ (Tc2) |
| 搭載機器 |                  | CON1・PT        | MG・CP          |                 |                  | CON1・PT         | MG・CP           |                   |
| 自重     | 26.0 t           | 38.0 t          | 39.0 t          | 28.0 t          | 28.0 t           | 38.0 t           | 39.0 t           | 26.0 t            |
| 定員     | 150              | 170             | 170             | 170             | 170              | 170              | 170              | 150               |

|          | ← 館林伊勢崎・葛生 → |                 |                  |
|          | クハ800-1形 (Tc)     | モハ800-2形 (M) | モハ800-3形 (Mc) |
| 搭載機器 |                      | CON1・PT        | MG・CP           |
| 自重     | 26.0 t               | 38.0 t          | 40.5 t           |
| 定員     | 145                  | 170             | 145              |

|          | ← 館林伊勢崎・葛生 → |                 |                  |
|          | モハ850-1形 (Mc)     | モハ850-2形 (M) | クハ850-3形 (Tc) |
| 搭載機器 | CON1・PT             | MG・CP          |                  |
| 自重     | 39.5 t               | 39.0 t          | 26.0 t           |
| 定員     | 145                  | 170             | 145              |

## その他・エピソード
- 1961年（昭和36年）2月発行の「鉄道ピクトリアル」第115号には、当時の東武鉄道社長・根津嘉一郎 (2代目)が『東武の使命と新車の構想について』と題した署名記事を寄稿しているが、この中では「現在進捗中の車両」として地下鉄日比谷線乗り入れ対応の18 m通勤車（のちの2000系）についての言及とともに、7800系の後継系列となる簡略な経済型の20 m通勤車開発案が示されている。その計画スペックはMT比1:1で120 kW主電動機を搭載、電動車36 t・制御車24 tの軽量仕様、均衡速度105 km/hなど、2年半後に実現した8000系にほぼ一致する内容であり、昭和30年代中期にはすでに陳腐化していた7800系列に代わる地上線用標準通勤車として、腹案が練られていたことがわかる。
- 竣工が一番早かった編成は1963年10月7日に竣工した8106F（サハ8706・モハ8806除く）。トップナンバーの8101Fは同年11月15日に竣工した。
- 小湊鉄道キハ200形気動車のキハ204号車において、東武8000系電車のベンチレーターが用いられている[36]。
- 上信電鉄が老朽化した在来車両の置き換え用として本系列の2R車と東急8090系・8590系電車について購入の比較検討を行っていたが、東武側の廃車時期が同社の計画と合致しなかったことや上信線沿線に存在する富岡製糸場の世界遺産登録によって増額された補助金による新造車導入の目処が立ったことなどにより見送られている[37]。
- 1972年（昭和47年）6月に製造されたモハ8814（4R車8114Fを6R車化するための中間増備車で、サハ8714とユニットを組む）は、非冷房車ながら下枠交差型PT-4801-Aパンタグラフを搭載して落成した。これは同ユニットの落成と同日付で東武初の冷房搭載通勤形車両として落成した8156F（6R車）と極力仕様を統一したための措置で、一部の機器は新製冷房車と共通のものを装備している[注 26]。同車はパンタグラフの位置が前年に製造された13ユニット（サハ8701 - 13+モハ8801 - 13）と違い車端部に寄っており、その関係で車端部の箱型ベンチレーターが廃され、代わりに冷房車同様のサイドベンチレーターが左右に1個ずつ設置されている。その後同ユニットは8114Fの既存の車両とともに1976年（昭和51年）に冷房化改造されている[38]。
- 2003年（平成15年）に本系列が登場から40周年を迎えたのを記念して、同年11月1日から同月14日まで一部の編成に「Anniversary 40th 就役記念」と表記されたヘッドマークを取り付けて運転された[39]。
- 2015年（平成27年）1月11日、歴代塗装であるロイヤルベージュとインターナショナルオレンジのツートンカラー、セイジクリーム、現行のジャスミンホワイトとロイヤルブルー・リフレッシュブルーの車両をすべて用いた特別編成列車が東上線森林公園 - 池袋間で往復運転された[40][41]。
- 2015年（平成27年）1月17日、本系列が東上線池袋 - 小川町間での営業運転を終了することにともないツアー形式での臨時列車が運転された[4][5]。
- 2016年（平成28年）12月6日、東上線池袋 - 森林公園間において森林公園検修区所属8199Fの試運転が行われた。8000系の池袋駅入線は1年11か月ぶりとなる[42]。
- 2017年（平成29年）3月5日、東上線池袋 - 越生線越生間において臨時直通運転の越生観梅号が運転された[43]。

### チョッパ制御の現車試験
1974年（昭和49年）当時、東上線に所属していた8124編成は、モハ5450形（5451号）を改造したサヤ8000形（サヤ8001）を組み込んでサイリスタチョッパ制御の現車試験に使用された。
サヤ8001の外観はパンタを2基に増設したほかはほとんどモハ5451当時の姿を保っていたが、車内は座席を撤去して、床下に収まり切らなかった各種チョッパ制御機器が搭載された。形式名が示すとおり、同車には主電動機及び運転台機器は搭載されておらず、本系列8124編成の中間に組み込み、8124編成の電動車（モハ8224-モハ8324）の主電動機をサヤ8001のサイリスタチョッパ制御装置（日立製作所製）で制御する方式で試験が行われた。
- クハ8124 - モハ8224 + サヤ8001 + モハ8324 - クハ8424

試験目的はチョッパ制御による誘導障害の影響と車両設計上の基礎資料を取得するためであった。1974年（昭和49年）5月20日から東上線で各種試験が実施された。

### インフレナンバー

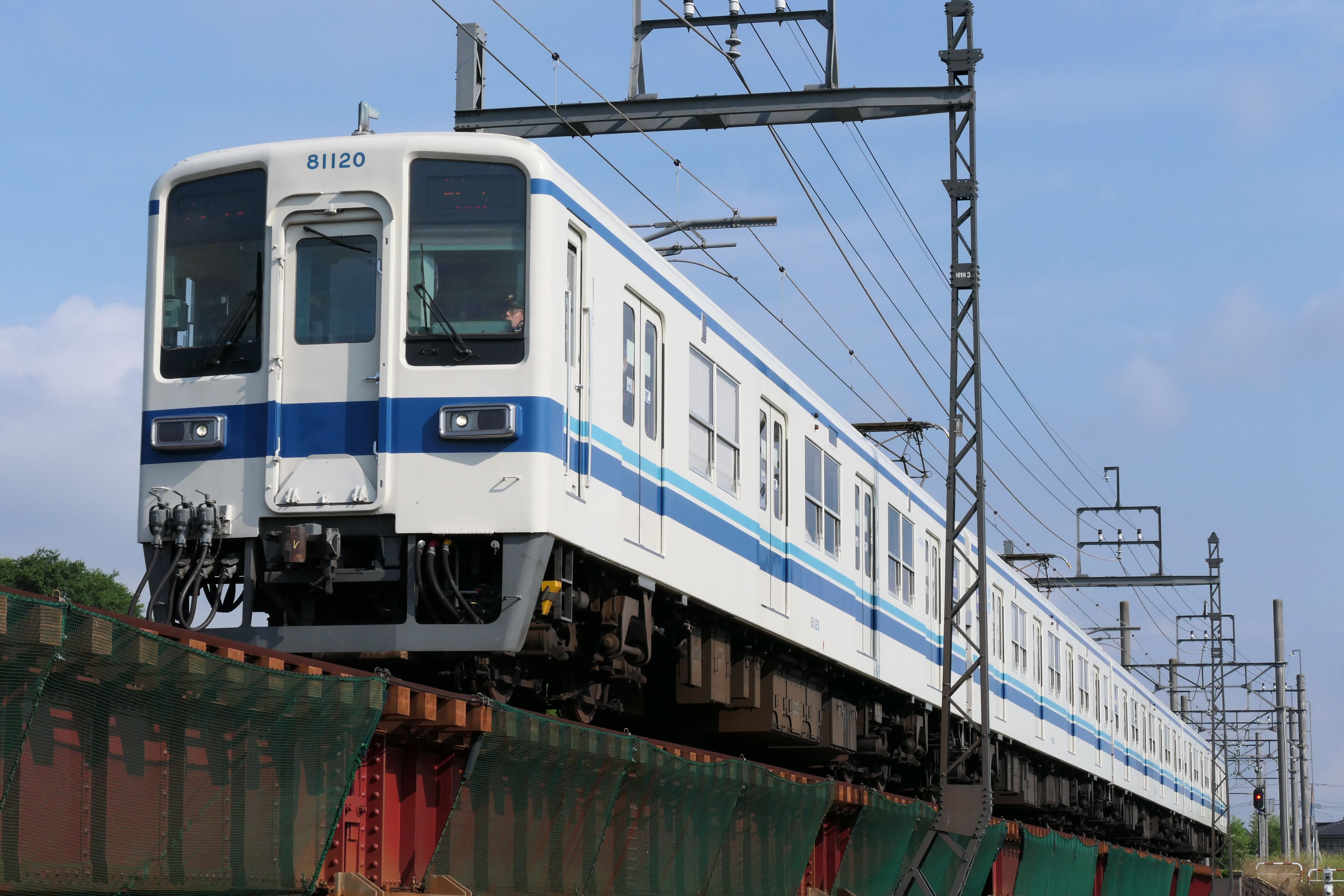
インフレナンバー車の81120F

1979年（昭和54年）製造の8R車の8199Fの4両（寄居・伊勢崎寄りのサハ8900 - クハ8400まで）から製造番号が100番台へ突入し、前述の通り5桁の車両番号を持つ車両が登場した。このインフレ番号車は8R車×5編成（8199Fの4両・81101F・81103F・81105F・81115F）36両、6R車×4編成（81110F・81113F・81114F・81117F）24両、4R車×8編成（81107F - 81109F・81111F・81112F・81118F - 81120F）32両。なお、8Rのうち81101F・81103Fは、前述の3R車（800・850系）への改造および改番とサハの廃車により消滅している。2007年（平成19年）12月現在での各形式別の最大車両番号は以下の通り。
2025年3月から野田線に80000系車両がデビューしたが、車両番号の百の位は80000系は5で、8000系のインフレナンバーは1のため、車両番号の被りは存在しない。